# Mark Aurel

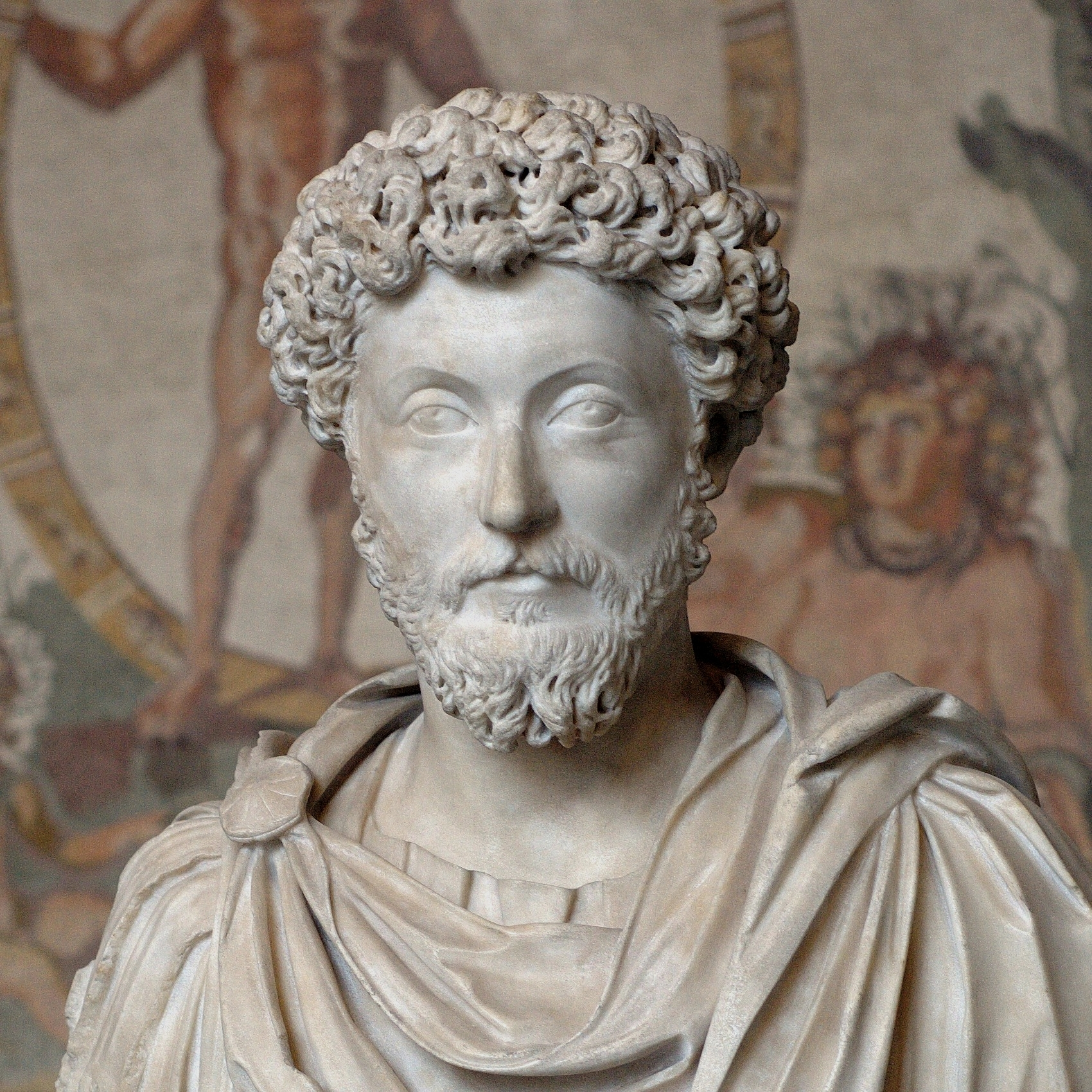
Mark Aurel (München, Glyptothek)

Mark Aurel (* 26. April 121 in Rom als Marcus Annius Catilius Severus; † 17. März 180 in Vindobona oder Sirmium), auch Marc Aurel oder Marcus Aurelius, war von 161 bis 180 römischer Kaiser und als Philosoph der letzte bedeutende Vertreter der jüngeren Stoa. Als Princeps und Nachfolger seines Adoptivvaters Antoninus Pius nannte er sich selbst Marcus Aurelius Antoninus Augustus. Mit seiner Regierungszeit endete in mancherlei Hinsicht eine Phase innerer und äußerer Stabilität und Prosperität für das Römische Reich, die Ära der sogenannten Adoptivkaiser. Mark Aurel war der letzte von ihnen, denn in seinem Sohn Commodus stand ein leiblicher Erbe für die Herrscherfunktion bereit.
Innenpolitische Akzente setzte Mark Aurel in Gesetzgebung und Rechtsprechung, etwa bei der Erleichterung des Loses von Benachteiligten der damaligen römischen Gesellschaft wie Sklaven und Frauen. Außergewöhnlichen Herausforderungen hatte er sich hinsichtlich einer katastrophalen Tiberüberschwemmung zu stellen sowie in der Konfrontation mit der Antoninischen Pest und angesichts spontaner Christenverfolgungen innerhalb des Römischen Reiches. An den Reichsgrenzen musste er nach einer längeren Friedenszeit wieder an mehreren Fronten gegen eindringende Feinde vorgehen. Insbesondere waren der Osten des Reiches durch die Parther, über die Mark Aurels Mitkaiser Lucius Verus triumphierte, und der Donauraum durch diverse Germanen-Stämme bedroht. Sein letztes Lebensjahrzehnt verbrachte Mark Aurel daher vorwiegend im Feldlager. Hier verfasste er die Selbstbetrachtungen, die ihn der Nachwelt als Philosophenkaiser präsentieren und die mitunter zur Weltliteratur gezählt werden.

## Werdegang bis zum Herrschaftsantritt

### Herkunft und Jugend

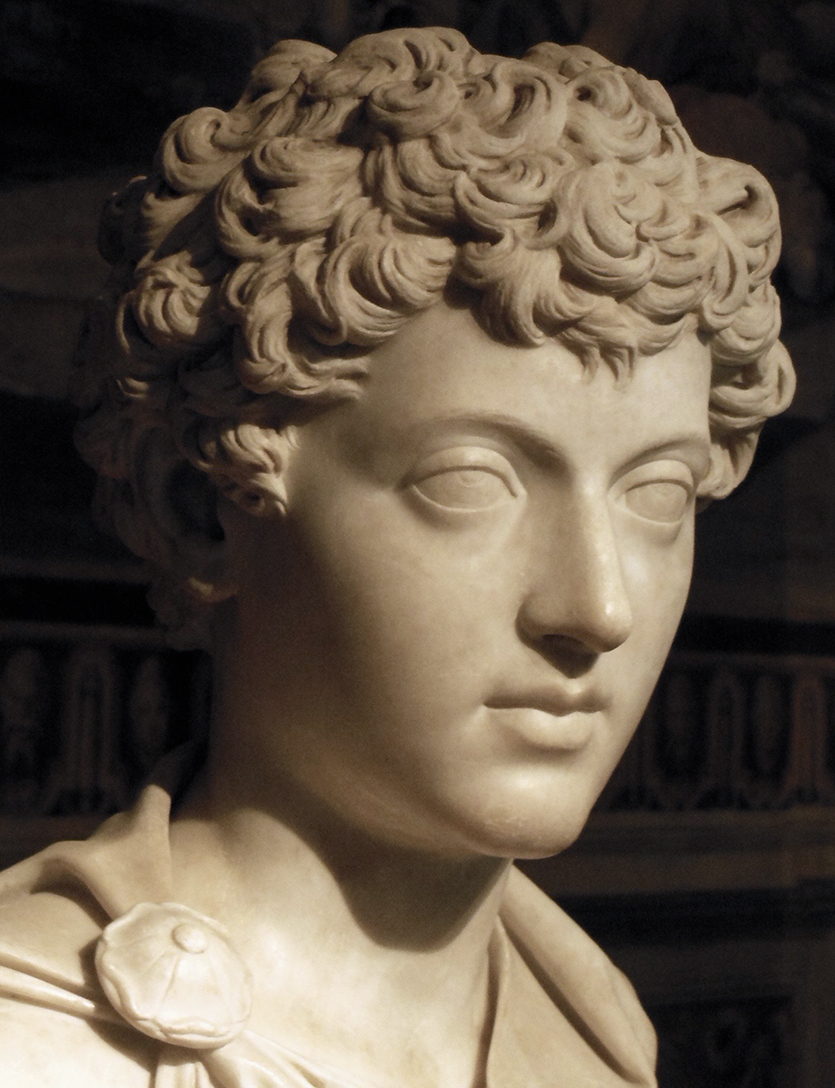
Mark Aurel um 138 n. Chr.
(Rom, Kapitolinische Museen)

Der spätere Kaiser Mark Aurel wurde als Marcus Annius Catilius Severus in Rom geboren. Sein Urgroßvater war aus den hispanischen Provinzen nach Rom gekommen. Unter Kaiser Vespasian hatte er es bis zum Praetor gebracht. Marcus Annius Verus, der Großvater Mark Aurels, bekleidete bereits dreimal das Amt des Konsuls. Er verheiratete seinen Sohn, der ebenfalls Marcus Annius Verus hieß – Mark Aurels Vater also –, mit Domitia Lucilla, einer Verwandten Kaiser Hadrians, deren Familie durch den Besitz von Ziegeleien reich geworden war. Nach dem frühen Tod des Vaters (128) wuchsen Marcus und seine Schwester Annia Cornificia Faustina im Haus ihres Großvaters auf. Am 17. März 136 nahm Marcus anlässlich seiner Verlobung mit Ceionia, der Tochter des im selben Jahr zum Nachfolger Hadrians bestimmten Lucius Aelius Caesar, den Namen Marcus Annius Verus an. Marcus war so in die Familie des voraussichtlichen Thronfolgers eingebunden.
Das in der Ämterlaufbahn erworbene Ansehen der Familie und das ernsthafte Naturell des jungen Marcus hatten ihm angeblich schon früh die Beachtung Kaiser Hadrians eingebracht, der ihn wegen seiner Wahrheitsliebe scherzhaft mit dem Spitznamen Verissimus („der äußerst Wahrhaftige“, Superlativ von verus) belegt haben soll und ihn wohl bereits als Achtjährigen in das Priesterkollegium der Salier aufnehmen ließ. Im Zuge seiner durch den plötzlichen Tod des Lucius Aelius Caesar nötig gewordenen zweiten Nachfolgeregelung adoptierte der todkranke Hadrian dann am 25. Februar 138 den Senator Antoninus Pius mit der Maßgabe, dass dieser wiederum Lucius Verus, den Sohn des Verstorbenen, und Mark Aurel, Antoninus’ angeheirateten Neffen und nächsten männlichen Verwandten, zu adoptieren hatte. Dieser hieß nach der Adoption durch Antoninus nun Marcus Aelius Aurelius Verus. Lucius Verus wurde zugleich mit Faustina, der einzigen Tochter des Antoninus, verlobt und dadurch sichtbar herausgehoben. Andererseits sprachen der Altersvorsprung und die Nähe zu Antoninus für Mark Aurel als künftigen Thronerben.
Nach dem Tode Hadrians im Juli desselben Jahres zog der nun siebzehnjährige Mark Aurel zu Antoninus Pius, seinem Adoptivvater und neuem Kaiser, in den Regierungspalast. Antoninus veränderte die Regelungen Hadrians umgehend: Er löste die Verlobung zwischen Lucius Verus und Faustina sowie die Mark Aurels mit Ceionia. Stattdessen wurde Faustina die Jüngere mit Mark Aurel verlobt, der damit für die Herrschernachfolge eindeutig an die erste Stelle rückte. Schwerpunkte der Ausbildung waren zunächst Studien zur griechischen und lateinischen Rhetorik bei den Lehrern Herodes Atticus und Marcus Cornelius Fronto. Mit letzterem führte er einen regen Briefwechsel, der in Teilen erhalten ist. 139 wurde Mark Aurel zum Caesar erhoben und damit formell zum Thronfolger designiert. Erneut weit vorfristig, nämlich schon mit 18 Jahren, bekleidete er im folgenden Jahr sein erstes Konsulat. Anscheinend ging es Antoninus Pius darum, Mark Aurel so früh wie möglich in eine unangreifbare Position zu bringen. Dies war auch deshalb notwendig, weil die Nachfolge im Prinzipat grundsätzlich zu Lebzeiten des Vorgängers geregelt werden musste, um reibungslos verlaufen zu können, denn eine Vererbung der kaiserlichen Macht war formal nicht vorgesehen. Es war daher üblich, den gewünschten Nachfolger im Vorfeld durch Ehrungen und die Verleihung wichtiger Titel und Vollmachten eindeutig zu kennzeichnen.

### Philosophische Orientierung

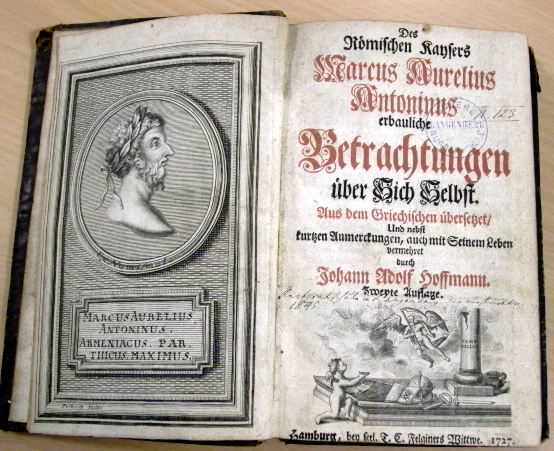
Deutsche Übersetzung der Selbstbetrachtungen (Hamburg, 1727)

Die stoischen Philosophen unter Mark Aurels Lehrern mögen eine Neigung nachhaltig unterstützt haben, die er bereits als Zwölfjähriger an den Tag gelegt haben soll, als er sich in den Mantel der Philosophen kleidete und fortan auf unbequemer Bretterunterlage nächtigte, nur durch ein von der Mutter noch mit Mühe verordnetes Tierfell gepolstert. Hier scheint eine Lebenshaltung ihren Anfang genommen zu haben, die in den auf Altgriechisch verfassten Selbstbetrachtungen (Τὰ εἰς ἑαυτόν) der späten Jahre festgehalten wurde. Dabei dürften die Grundlagen der dort formulierten Überzeugungen bereits frühzeitig gegolten haben, denn sie fußten auf einer fast 500-jährigen, fortlebenden Tradition stoischen Philosophierens. Werdegang und Herrschaftspraxis Mark Aurels sind in engem Zusammenhang mit den Selbstbetrachtungen zu sehen; denn die Einheit von Denken und Handeln, von Wort und Tat war für seine darin niedergelegte Daseinsauffassung vorrangig:
„Es kommt nicht darauf an, über die notwendigen Eigenschaften eines guten Mannes dich zu besprechen – vielmehr ein solcher zu sein.“
„Du kannst nicht im Schreiben und Lesen unterrichten, wenn du es nicht selber kannst; viel weniger lehren, wie man recht leben soll, wenn du es nicht selber tust.“
Ebenso deutlich akzentuiert hat Mark Aurel das Bewusstsein für Wahrheit und Wirklichkeit, das schon Hadrian an ihm geschätzt haben soll:
„Kann mir jemand überzeugend dartun, dass ich nicht richtig urteile oder verfahre, so will ich’s mit Freuden anders machen. Suche ich ja nur die Wahrheit, sie, von der niemand je Schaden erlitten hat. Wohl aber erleidet derjenige Schaden, der auf seinem Irrtum und auf seiner Unwissenheit beharrt.“
„So oft du an der Unverschämtheit jemandes Anstoß nimmst, frage dich sogleich: Ist es auch möglich, daß es in der Welt keine unverschämten Leute gibt? Das ist nicht möglich. Verlange also nicht das Unmögliche.“
Der Stellenwert dieser Notate für die Lebenspraxis Mark Aurels erschließt sich aus dem Entstehungszusammenhang der Selbstbetrachtungen. Es handelte sich um eine Form geistiger Übungen, die darauf zielten, eine mit den Grundsätzen der Stoa übereinstimmende Lebensführung im Bewusstsein wachzuhalten und zu aktualisieren sowie abweichende Emotionen zu kontrollieren. Darum ging es u. a. auch in der Einstellung zu den Mitmenschen:
„Die Menschen sind füreinander da. Also belehre oder dulde sie.“
„Willst du dir ein Vergnügen machen, so betrachte die Vorzüge deiner Zeitgenossen, so die Tatkraft des einen, die Bescheidenheit des andern, die Freigebigkeit eines Dritten und so an einem Vierten wieder eine andere Tugend. Denn nichts erfreut so sehr wie die Muster der Tugenden, die aus den Handlungen unserer Zeitgenossen uns in reicher Fülle in die Augen fallen. Darum habe sie auch stets vor Augen.“
Vielerlei Unangenehmes zu verarbeiten, Schicksalsschläge durchzustehen und mit der eigenen Unvollkommenheit auszukommen, auch dazu qualifizierten den Thronanwärter und späteren Kaiser Reflexionen im Geiste der Stoa in besonderem Maße:
„Rührt ein Übel von dir selbst her, warum tust du’s? Kommt es von einem andern, wem machst du Vorwürfe? Etwa den Atomen oder den Göttern? Beides ist unsinnig. Hier ist niemand anzuklagen. Denn, kannst du, so bessere den Urheber; kannst du das aber nicht, so bessere wenigstens die Sache selbst; kannst du aber auch das nicht, wozu frommt dir das Anklagen? Denn ohne Zweck soll man nichts tun.“
„Empfinde keinen Ekel, laß deinen Eifer und Mut nicht sinken, wenn es dir nicht vollständig gelingt, alles nach richtigen Grundsätzen auszuführen; fange vielmehr, wenn dir etwas mißlungen ist, von neuem an und sei zufrieden, wenn die Mehrzahl deiner Handlungen der Menschennatur gemäß ist, und behalte das lieb, worauf du zurückkommst.“

### Einarbeitung in die Regierungsgeschäfte

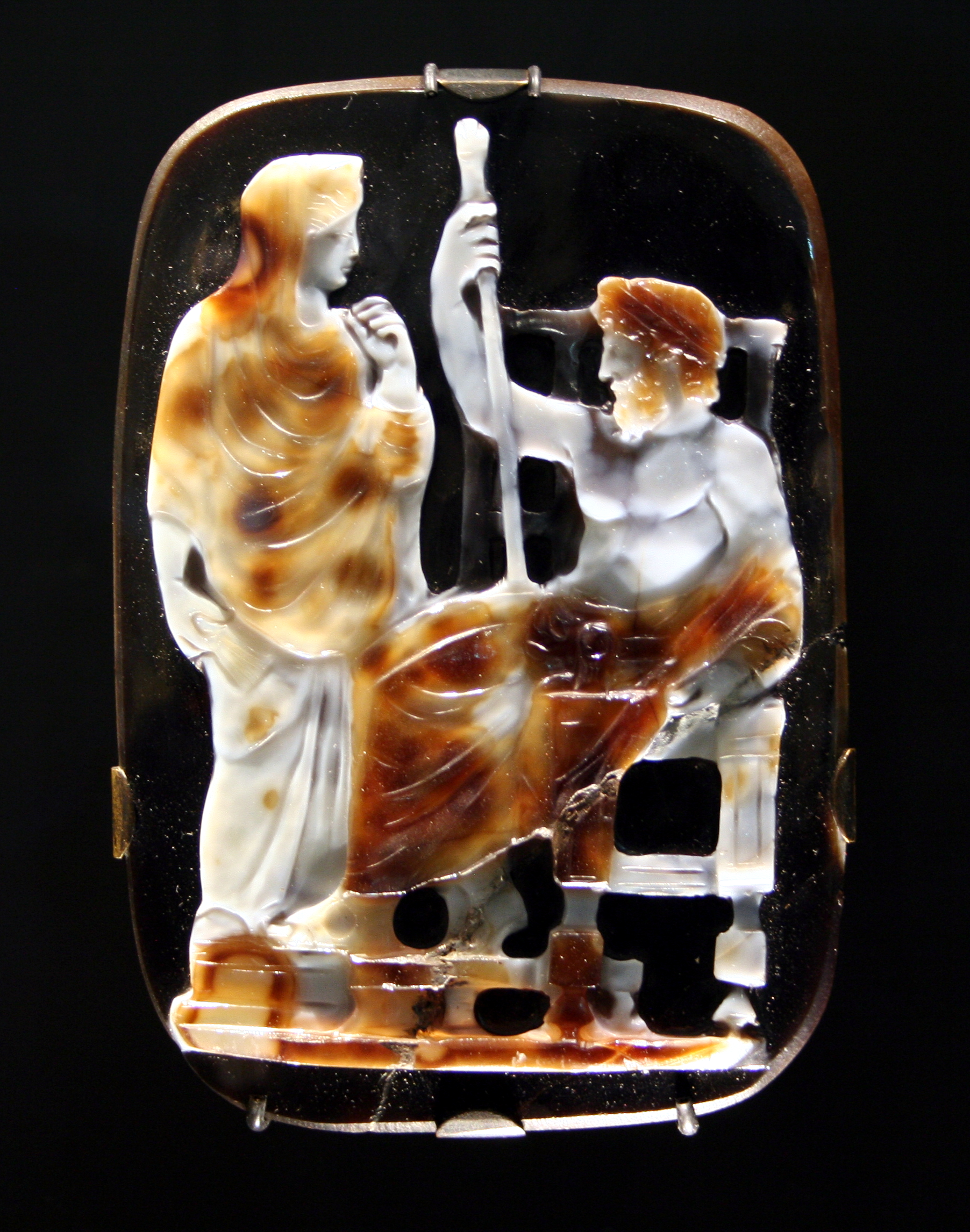
Kameo mit Marc Aurel und Faustina minor als Iuppiter und Iuno in der Antikensammlung des Landesmuseums Württemberg

Eine bessere Vorbereitung auf politische Verantwortungsübernahme, als sie Mark Aurel durchlaufen hat, ist in Hinblick auf die Innenpolitik kaum vorstellbar. Bis zum Antritt der eigenen Herrschaft hatte er 23 Jahre lang (138–161) die umfassend genutzte Gelegenheit, sich auf die Anforderungen des Amtes einzustellen, sich in die Verwaltungsstrukturen des Römischen Reiches einzuarbeiten und alle wichtigen Bewerber und Inhaber einflussreicher Ämter kennenzulernen. Er erlangte dabei angeblich einen so sicheren Blick für die menschliche und aufgabenbezogene Eignung der Amtsträger und Postenkandidaten, dass Antoninus Pius sich schließlich in allen Stellenbesetzungsfragen auf das Urteil des Marcus gestützt haben soll. Die von Hadrian aufeinander Verwiesenen harmonierten laut den Quellen auch von ihrem Naturell her. Die Charakterisierung des Antoninus, die Mark Aurel im Ersten Buch der Selbstbetrachtungen gibt, dürfte sowohl die Vorbildfunktion wie auch die Wesensverwandtschaft zum Ausdruck bringen, die den Jüngeren mit seinem Adoptivvater verbunden hat:
„An meinem Vater bemerkte ich Sanftmut, verbunden mit einer strengen Unbeugsamkeit in seinen nach reiflicher Erwägung gewonnenen Urteilen. Er verachtete den eitlen Ruhm, den beanspruchte Ehrenbezeigungen verleihen, liebte die Arbeit und die Ausdauer, hörte bereitwilligst gemeinnützige Vorschläge anderer, behandelte stets jeden nach Verdienst, hatte das richtige Gefühl, wo Strenge oder Nachgiebigkeit angebracht ist, verzichtete auf unnatürliche Liebe und lebte nur dem Staatswohl. […] Niemand konnte sagen, er sei ein Sophist, ein Einfältiger, ein Pedant, sondern jeder erkannte in ihm einen reifen und vollkommenen Mann, erhaben über Schmeicheleien, fähig, sowohl seine eigenen Angelegenheiten als die der andern zu besorgen. Dazu ehrte er die wahren Philosophen und zeigte sich nichtsdestoweniger nachsichtig gegen diejenigen, die es nur zum Scheine waren. Im Umgang war er höchst angenehm, er scherzte gern, jedoch ohne Übertreibung.“
Auffällig ist, dass Antoninus entgegen der Tradition des Prinzipats darauf verzichtete, den Nachfolger auch militärisch auszubilden und den an den Grenzen des Imperiums stationierten Truppen vorzustellen. Die Gründe, warum Antoninus seinen Adoptivsohn in 23 Jahren niemals von seiner Seite weichen ließ, sind umstritten. Glaubt man nicht der offiziellen Lesart, dass der Kaiser Mark Aurel zu sehr geliebt habe, um ihn auch nur einen Tag aus den Augen zu lassen, so kommt im Gegenteil auch Misstrauen als Erklärung in Frage: Möglicherweise wünschte Antoninus nicht, dass Mark Aurel sich zu früh eine eigene Machtbasis bei den Soldaten schaffen könnte. Die militärische Unerfahrenheit, die die Konsequenz aus diesem Verhalten war, sollte sich später durchaus rächen, da Mark Aurel (im Unterschied zu Lucius Verus) als Feldherr stets eher unglücklich agierte.

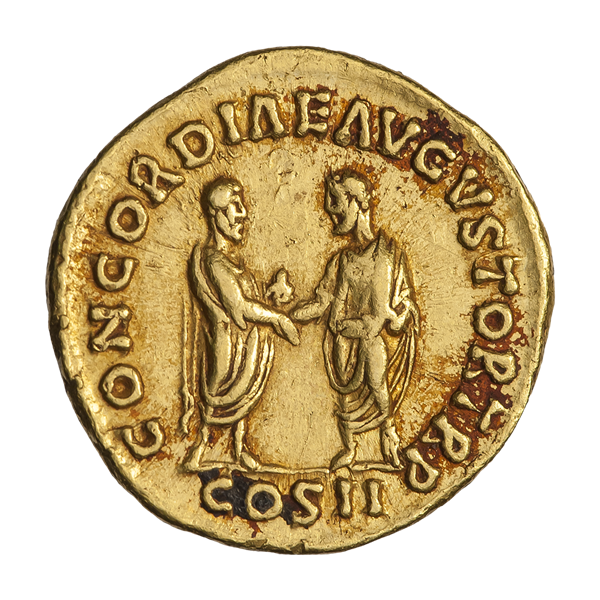
Aureus zur Herrschaftsübernahme durch Mark Aurel und Lucius Verus: Eintracht zwischen den Augusti

Am 1. Januar 145 wurde Mark Aurel zum zweiten Mal Konsul und feierte im Mai desselben Jahres mit seiner 15-jährigen Verlobten Faustina minor Hochzeit. Die fruchtbare Ehe mit mindestens 11 Kindern hielt bis zu Faustinas Tod im Jahre 176. Die meisten Kinder überlebten in der Antike das Kindesalter nicht und auch beim kaiserlichen Paar verstarben viele früh. Nur fünf Töchter und ein Sohn, der spätere Kaiser Commodus, erreichten das heiratsfähige Alter. Die Geburten wurden wie ein Staatsereignis gefeiert und sicherten den Fortbestand des Kaiserhauses. Im Dezember 147 wurden Mark Aurel – nach der Geburt der ersten Tochter Domitia Faustina am 30. November 147 – die tribunicia potestas und das imperium proconsulare verliehen, wodurch er zum Mitregenten avancierte.
Mit dem Tode des Antoninus Pius 161 ging das Kaisertum dann auf Mark Aurel über, der fast unverzüglich seinen Adoptivbruder Lucius Verus zum formal (fast) gleichberechtigten Mitkaiser erhob. An auctoritas freilich war Marcus überlegen, zumal er auch das Amt des Pontifex maximus für sich behielt. Verus, der ja einst von Hadrian als Hauptkaiser vorgesehen gewesen war, hat sich offenbar zeitlebens in dieses Arrangement gefügt; 164 heiratete er die Tochter Mark Aurels, Lucilla. Über die Ernennung des Lucius Verus zum Mit- bzw. Unterkaiser ist oft gerätselt worden, aber letztlich hatte Mark Aurel eigentlich nur die Wahl, ihn entweder zum Mitherrscher zu machen oder zu beseitigen; anderenfalls wäre Verus wahrscheinlich eine Gefahr für die Herrschaft des Marcus geworden. Da Mark Aurel offenbar nicht wie Hadrian oder Tiberius durch politischen Mord einen Schatten auf seinen Herrschaftsbeginn werfen lassen wollte, entschied er sich, Lucius Verus stattdessen an der Macht zu beteiligen. Auffällig ist, dass Mark Aurel später den mittlerweile verstorbenen Lucius Verus in seinen Selbstbetrachtungen im Unterschied zu Antoninus Pius nur ein einziges Mal beiläufig und ohne Nennung des Namens erwähnte, was gegen ein inniges Verhältnis der beiden Augusti spricht. Philostratos bemerkt, Mark Aurel habe seinem Mitkaiser stets zutiefst misstraut, weshalb unter anderem Herodes Atticus wegen seiner Freundschaft zu Verus in Ungnade gefallen sei.
Beide Kaiser standen jedenfalls binnen kurzem einer – im Vergleich zu den vorhergehenden Jahrzehnten des äußeren Friedens – veränderten Situation gegenüber, als ab 161 zunächst die Parther die Oberhoheit des Römischen Reiches über Armenien mit militärischer Gewalt in Frage stellten und dann plündernde Germanen im Donauraum von 168 an ernsthaft die Nordgrenze bedrängten. Die Aufgabenteilung der beiden Kaiser ergab, dass Mark Aurel zunächst von Rom aus das Reich regierte, während seinem Adoptivbruder Lucius Verus bis zu seinem Tode 169 die Durchführung wichtiger Militäroperationen im Osten oblag.

## Der Prinzipat des Mark Aurel

### Politische Leitsätze

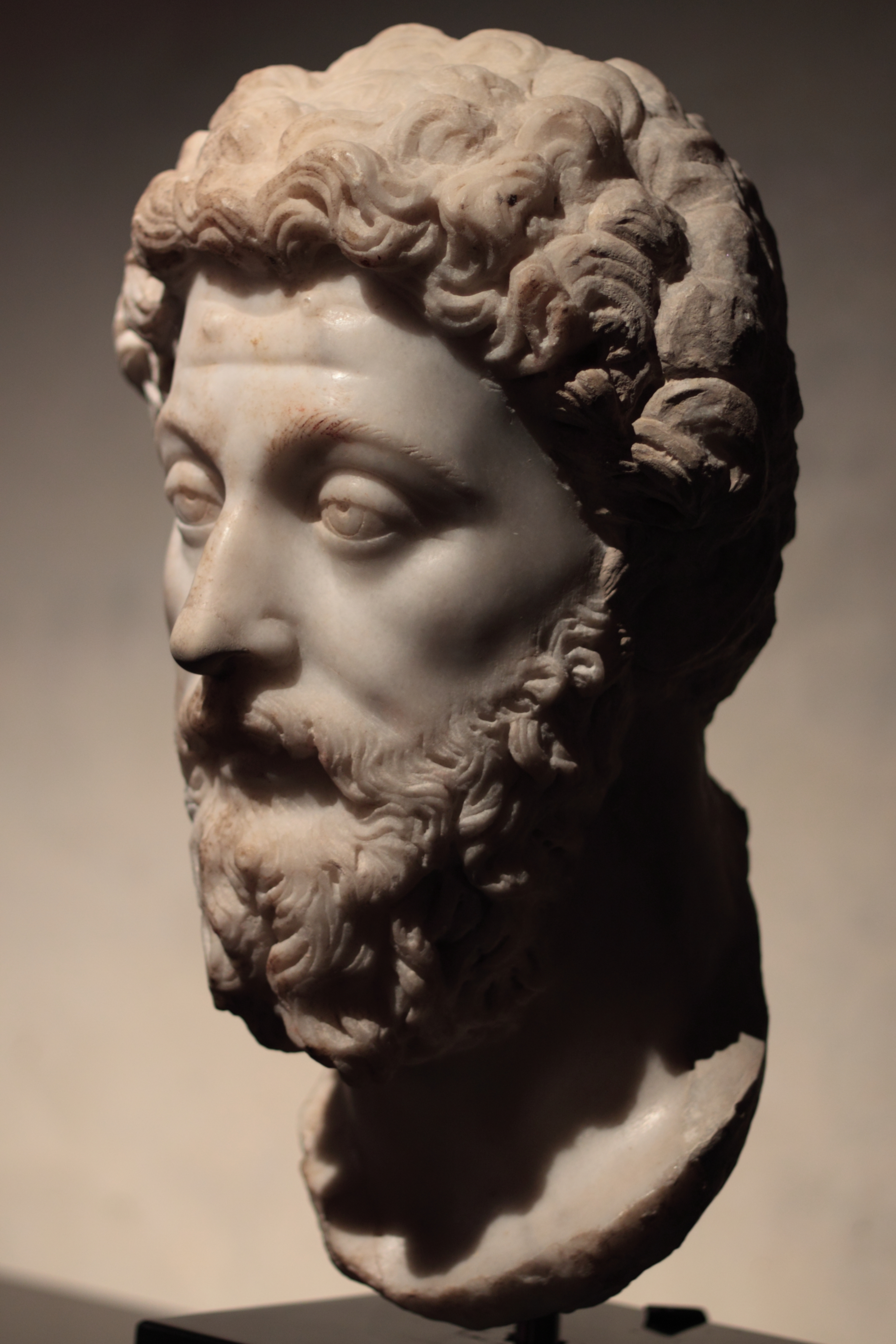
Mark Aurel um 170 n. Chr. (Liebieghaus Skulpturensammlung Frankfurt)

Das über alle geschichtlichen Epochen hinweg fortwirkende Charisma Mark Aurels liegt nicht zuletzt begründet in dem mit ihm verbundenen Bild des „Philosophen auf dem Thron“ und in der als beispielhaft angesehenen Verknüpfung von politischer Philosophie und Herrschaftspraxis. Die Belege für das politische Denken Mark Aurels und für seine Selbstdarstellung sind den Selbstbetrachtungen zu entnehmen. Manches davon erscheint wie zeitlos und in der Gegenwart nicht überholt. In welchem Maße die Aussagen des Kaisers als authentische Selbstzeugnisse seiner Regierungspraxis zu gelten haben, bleibt offen; die historische Quellenkritik stößt hier an ihre Grenzen. Von Bedeutung ist, dass das Ideal eines Philosophenherrschers zu allen Zeiten die Phantasie der Menschen bewegt hat und dass Mark Aurel für viele zur Verkörperung dieses Leitbilds wurde. Sein politisches Denken spiegeln unter anderem folgende Auszüge aus den Selbstbetrachtungen:
„Severus war mir ein Beispiel in der Liebe zu unseren Verwandten wie auch in der Wahrheits- und Gerechtigkeitsliebe […], durch ihn bekam ich einen Begriff, was zu einem freien Staate gehört, wo vollkommene Rechtsgleichheit für alle ohne Unterschied herrscht und nichts höher geachtet wird als die Freiheit der Bürger.“
Freiheit und Gerechtigkeit, vor allem im Sinne gleichen Rechts für alle, gehörten demnach zu den früh angeeigneten und stets propagierten politischen Leitvorstellungen Mark Aurels. Gegen die Versuchungen absolutistischen Machtmissbrauchs, denen er in seiner Stellung unvermeidlich ausgesetzt war, schützten ihn nach eigenem Bekunden sein philosophischer Reflexionshintergrund und Selbstermahnungen wie die folgende:
„Hüte dich, dass du nicht ein tyrannischer Kaiser wirst! Nimm einen solchen Anstrich nicht an, denn es geschieht so leicht. […] Ringe danach, dass du der Mann bleibest, zu dem dich die Philosophie bilden wollte.“
Der Grenzen seiner politischen Gestaltungsmöglichkeiten und der Hinfälligkeit utopischer Gesellschaftsmodelle war sich Mark Aurel bewusst:
„Hoffe auch nicht auf einen platonischen Staat, sondern sei zufrieden, wenn es auch nur ein klein wenig vorwärts geht, und halte auch einen solchen kleinen Fortschritt nicht für unbedeutend. Denn wer kann die Grundsätze der Leute ändern? Was ist aber ohne eine Änderung der Grundsätze anders zu erwarten als ein Knechtsdienst unter Seufzen, ein erheuchelter Gehorsam?“
Dass Mentalitäten nicht ohne weiteres formbar und disponibel sind und daher im politischen Handeln berücksichtigt werden müssen, war für Mark Aurel klar, weil er der senatorischen Freiheit gerade auch in der Meinungsäußerung Priorität einräumte. Damit folgte er im Grunde der bereits unter Augustus und anderen Kaisern formulierten Idee, dass die aristokratische libertas unter einem guten princeps geachtet werden müsse. Gemeint war damit, wie gesagt, das Recht der freien Meinungsäußerung, nicht etwa politische Mitbestimmung, die auch Mark Aurel dem Senat oder dem Volk nicht eingeräumt hat. Dem Bild des Philosophenkaisers entsprechend und auf der Linie der Paideia und der Zweiten Sophistik berief Mark Aurel bevorzugt Philosophen mit einem hohen sozialen Status in den am Hof institutionalisierten Beraterkreis. Indem er die gebildeten Oberschichten in den Herrschaftsapparat einband, vermied er anders als manche Vorgänger eine Konfrontation mit den Interessen der Aristokratie und erhielt sein Prinzipat stabil.
Worauf es ihm nach eigener Aussage ankam, war in hellenistischer philosophischer Tradition ein vernunftgeleiteter und gemeinwohlorientierter Machtgebrauch, der mit den Grenzen der eigenen Kompetenz rechnete und dem größeren Sachverstand den Vortritt ließ bzw. die Problemlösung übertrug:
„Reicht mein Verstand zu diesem Geschäft hin oder nicht? Reicht er hin, so verwende ich ihn dazu als ein von der Allnatur mir verliehenes Werkzeug. Im entgegengesetzten Falle überlasse ich das Werk dem, der es besser ausrichten kann, wenn anders es nicht zu meinen Pflichten gehört, oder ich vollbringe es, so gut ich’s vermag, und nehme dabei einen andern zu Hilfe, der, von meiner Geisteskraft unterstützt, vollbringen kann, was dem Gemeinwohl gerade jetzt dienlich und zuträglich ist.“
In der Rechtspflege lag für Mark Aurel, wie für die principes vor ihm, der Kern der guten gesellschaftlichen Ordnung und der Bereich, für den er sich persönlich am meisten verantwortlich fühlte:
„Wenn du Scharfsinn besitzest, so zeige ihn in weisen Urteilen.“
Mark Aurel hat seinem Dasein auch eine kosmopolitische Komponente zugeordnet und sogar bereits ein ökologisches Bewusstsein aufscheinen lassen:
„Meine Natur aber ist eine vernünftige und für das Gemeinwesen bestimmte; meine Stadt und mein Vaterland aber ist, insofern ich Antonin heiße, Rom, insofern ich ein Mensch bin, die Welt. Nur das also, was diesen Staaten frommt, ist für mich ein Gut.“
„Die Allnatur aber hat außerhalb ihres eigenen Kreises nichts. Das ist gerade das Bewundernswerte an ihrer Kunstfertigkeit, daß sie in ihrer Selbstbegrenzung alles, was in ihr zu verderben, zu veralten und unbrauchbar zu werden droht, in ihr eigenes Wesen umwandelt und eben daraus wieder andere neue Gegenstände bildet. Sie bedarf zu diesem Zweck ebensowenig eines außer ihr befindlichen Stoffes, als sie eine Stätte nötig hat, um das Morsche dorthin zu werfen. Sie hat vielmehr an ihrem eigenen Raum, ihrem eigenen Stoff und an ihrer eigenen Kunstfertigkeit genug.“

### Innenpolitik, Rechtspflege und Finanzen
Innere Belastungen für das Römische Reich ergaben sich bereits in der Anfangsphase der Regierungszeit Mark Aurels aus einer verheerenden Tiberüberschwemmung und vor allem aus der als Antoninische Pest bekannt gewordenen Pandemie, die sich seit 165 von Osten aus über das ganze Römische Reich ausbreitete und ab 166 die dicht besiedelte Hauptstadt Rom heimsuchte. Der Quellenbefund dazu ist allerdings widersprüchlich, was damit zusammenhängen könnte, dass einem guten Kaiser im Rückblick die Meisterung einer Mehrzahl schwerwiegender Herausforderungen zugeschrieben wurde.
Solange ihm dies möglich war, konzentrierte Mark Aurel sein Regierungshandeln auf die inneren Strukturen des Reiches und übte diese gewissenhaft und mit Sorgfalt aus. Bei den über 350 aus der Ära Mark Aurels überlieferten Gesetzen sind laut Demandt als Schwerpunkte erkennbar die Stellung und Freilassung von Sklaven, die Bestellung von Vormundschaften für Waisen und Kinder samt Rechten der Mündel sowie die bezüglich der Finanzlage der Städte relevante Bestellung der Ratsherren. Wie die Vielzahl seiner in den Quellen erfassten diesbezüglichen Regelungen erkennen lässt, blieb er zumeist bei der Linie seiner Vorgänger. Mithilfe seines mit bedeutenden Juristen besetzten consiliums, darunter Gaius und Scaevola, bewertete er die jeweils anliegende Rechtsmaterie akribisch.
Unter Wahrung der bestehenden gesellschaftlichen Hierarchien und Strukturen scheinen sich mehr als die Hälfte der überlieferten Gesetzgebungsakte Mark Aurels mit einer Verbesserung der Rechtsstellung und Versorgung von Frauen, Kindern und Sklaven in Rom zu beschäftigen. Bezüglich der Freilassung von Sklaven entsprachen die kaiserlichen Entscheidungen stets dem Willen des Besitzers. Demnach konnten Sklaven auch nach einem Weiterverkauf auf ihre Freilassung hoffen, wenn der vormalige Besitzer ihnen die Freiheit versprochen hatte. Hingegen konnten sich Sklaven nur freikaufen, wenn der Eigentümer zustimmte, da sie rechtlich der potestas ihres Herren unterstanden und folglich kein eigenes peculium besaßen.
Die seit dem Ende des 1. Jahrhunderts n. Chr. üblichen Alimentarstiftungen für freigeborene Jungen und Mädchen setzte Mark Aurel fort und erweiterte sie. Für Knaben wurden monatlich 16 Sesterzen ausgereicht, für Mädchen 12, bei unehelich Geborenen waren es 12 bzw. 10 Sesterzen. Durch den Orfitianischen Senatsbeschluss (senatus consultum Orphitianum) wurde 178 n. Chr. römischen Müttern die Weitergabe der Erbfolge auch an ihre eigenen legitimen Kinder ermöglicht, selbst wenn diese nicht derselben Familienpotestas unterstanden. Dadurch erhielten Frauen in der Erbfolge anscheinend denselben Legitimationsstatus wie Männer. Von den Bürgerpflichten (officia) blieben Frauen aber weiterhin ausgeschlossen.
Der Kaiser fungierte zudem auf gründlichste Art und Weise als oberstes Rechtsprechungsorgan des Reiches. Die Anzahl der Gerichtstage pro Jahr wurde auf seine Anordnung erhöht, so dass schließlich 230 Tage für Verhandlungen und Schlichtungstermine vorgesehen waren. Als er 168 selber gegen die Germanen ins Feld zog – mit Lucius Verus zunächst noch, nach dessen Tod 169 aber ganz auf sich gestellt –, setzte er seine richterliche Tätigkeit vor Ort fort. Die Prozessbeteiligten mussten ggf. zur Verhandlung im Feldlager anreisen. Der Historiker Cassius Dio berichtet darüber:

„Sooft ihm der Krieg etwas freie Zeit ließ, sprach er Recht. Den Rednern ließ er die Wasseruhren [wie sie bei Gericht gebräuchlich waren] reichlich füllen, und er beschäftigte sich sehr ausführlich mit den einleitenden Untersuchungen und Vernehmungen, um ein allseits gerechtes Urteil zu fällen. So verwandte er oft bis zu elf oder zwölf Tage auf die Verhandlung eines einzigen Falles, obwohl er manchmal sogar nachts Sitzungen abhielt. Denn er war fleißig und widmete sich den Aufgaben seines Amtes mit der größten Sorgfalt. Nie sprach, schrieb oder tat er etwas, als ob es sich um etwas Unwichtiges handle, sondern verbrachte bisweilen ganze Tage über irgend einer winzigen Kleinigkeit, weil er glaubte, es stehe einem Kaiser nicht an, etwas nur obenhin zu tun. Er war nämlich davon überzeugt, daß schon das geringste Versehen ein schlechtes Licht auch auf all seine übrigen Handlungen werfen werde.“

Tiberüberschwemmung, Pestepidemie, Kriegskosten: Es war eine in mehrfacher Hinsicht schwierige Lage, in der sich Mark Aurel auch hinsichtlich der Führung des Staatshaushalts zu bewähren hatte. Gerühmt wurden seine Sorgfalt bei den staatlichen Ausgaben und der Verzicht auf die Einführung neuer Steuern angesichts enormer zusätzlicher Lasten, die er geschultert habe. Im Übrigen trug der Kaiser durch vorbildliche Zurückhaltung in der eigenen Lebensführung dazu bei, dass Ausgabenbegrenzungen etwa im Bereich der Zirkusspiele dem Volk vermittelbar waren. Auch zur Kriegsfinanzierung leistete das Kaiserhaus seinen Beitrag, indem eine Vielzahl wertvoller Gegenstände aus kaiserlichen Besitzständen auf dem Forum zur Versteigerung gebracht wurden. Der Historiker Cassius Dio (Senator unter Commodus; unter Severus Alexander Statthalter der Provinzen Africa, Dalmatien und Oberpannonien) zeigte sich besonders beeindruckt von Mark Aurels Auftreten gegenüber den im Felde siegreichen Soldaten, die als Siegprämie eine Sonderzahlung verlangten. Der Kaiser lehnte dies strikt ab und verwies darauf, dass jede solche Zahlung u. a. den Eltern und Verwandten der Legionäre abgepresst werden müsste. Für das Bankwesen erließ er regulierende Bestimmungen.

### Militärische Herausforderungen

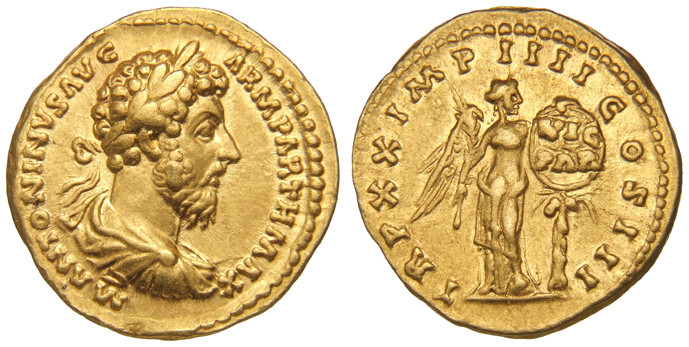
Aureus des Mark Aurel, 166 n. Chr. In der Vorderseite ist die Aufschrift ARM(eniacus) PARTH(icus) MAX(aximus). In der Rückseite steht Victoria und hält einen Schild mit der Aufschrift VIC(toria) / PAR(thica).

Schon zur Regierungszeit des Antoninus Pius hatte der Partherkönig Vologaeses IV. wohl einen Krieg gegen Rom vorbereitet, um den römischen Einfluss in Armenien zurückzudrängen. Ob die Aggressionen dabei von den Parthern ausgingen oder ob ihr Angriff eher ein Präventivschlag gegen die Römer war, die bereits seit 158/159 vermehrt Truppen im Osten hatten aufmarschieren lassen, ist umstritten. Vielleicht haben der Thronwechsel und das noch unerprobte Doppelkaisertum von Mark Aurel und Lucius Verus die Parther ermutigt, unverzüglich loszuschlagen. 161 floh der armenische König Pakoros, der um 140 in Armenien eingesetzt worden war, zu den Römern. Als der römische Statthalter von Kappadokien eine schwere Niederlage erlitt, wurde Lucius Verus mit einem Heer in den Osten entsandt, um den Partherkrieg zu führen. Verus, den noch vor der Einschiffung eine längere Erkrankung bei Canusium festhielt, gelangte erst Ende 162 nach Antiochia am Orontes und widmete sich dort zunächst der Reorganisation des demoralisierten Heeres und der Koordination des Nachschubs. Wie Mark Aurel hatte er persönlich keinerlei militärische Erfahrung. Die operative Führung der römischen Gegenoffensive, die 163 begann, oblag daher hauptsächlich erfahrenen Offizieren wie dem aus Syrien stammenden Avidius Cassius. Die Römer drangen schließlich nach Armenien vor, wo der prorömische Sohaemus als König eingesetzt wurde. 164 begann die römische Hauptoffensive in Mesopotamien; die Osrhoene wurde besetzt, und schließlich fiel 165 sogar die parthische Doppelhauptstadt Seleukeia-Ktesiphon in römische Hand, wobei die Königsburg zerstört wurde. Römische Truppen drangen sogar zeitweilig bis nach Medien vor. Der Krieg konnte im Jahr darauf siegreich beendet werden. Dies war ein gewaltiger Erfolg für Lucius Verus, der aber klug genug war, den anschließenden Triumph mit dem senior Augustus Mark Aurel zu teilen, damit die Rangordnung gewahrt blieb. Rom konnte aufgrund der Pestepidemie (siehe oben) aber wohl keinen dauerhaften Gewinn aus dem Sieg ziehen: Ob Nordmesopotamien in den folgenden Jahrzehnten von den Römern kontrolliert wurde, ist unklar.

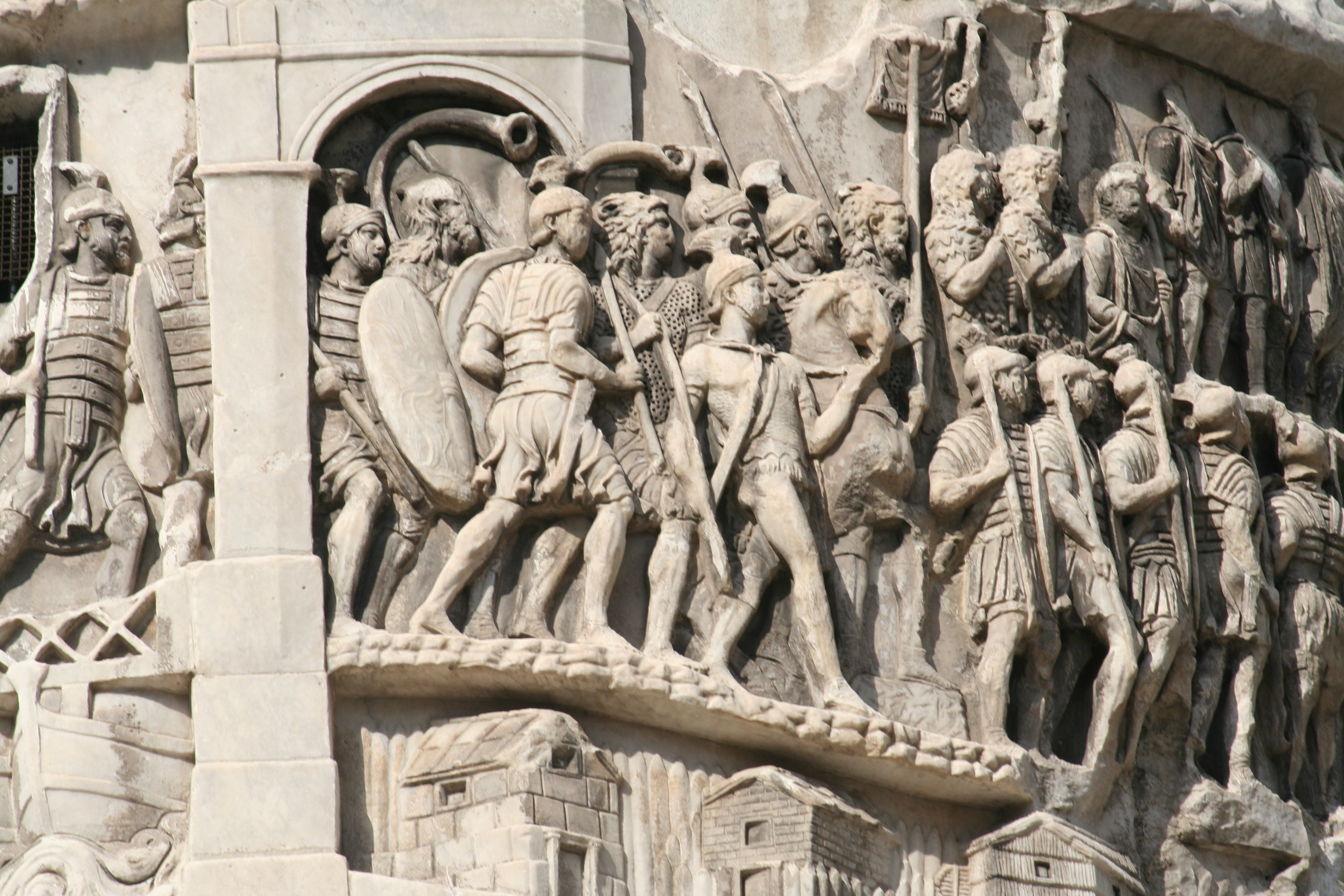
Darstellung auf der Mark-Aurel-Säule in Rom: Legionen überschreiten den Grenzfluss Donau

War bis zum Sieg über die Parther die Lage im Donau-Grenzraum zwar auch bereits angespannt, aber doch im Wesentlichen beherrschbar geblieben, so änderte sich dies 167/168, als in Pannonien gegen die einfallenden Langobarden und Obier eine erste Schlacht geschlagen werden musste. Dies geschah auch im Zeichen einer Schwächung durch die Antoninische Pest, vermutlich eine Form der Pocken, die die vom östlichen Kriegsschauplatz zurückgekehrten Legionäre eingeschleppt hatten. Der Statthalter von Oberpannonien trat danach in Verhandlungen mit den Germanen, erreichte aber nur eine vorübergehende Beruhigung der Lage mit Hilfe des Markomannenkönigs Ballomar. Denn bereits 169 drangen Ballomars Markomannen gemeinsam mit den Quaden bis über die Alpen nach Norditalien vor und zerstörten die Stadt Opitergium. Noch auf Ammianus Marcellinus, den großen Historiker der Spätantike, verfehlte der Einbruch der Germanen nicht seine Wirkung.
In Rom suchte Mark Aurel der nun neben der Pestdepression zusätzlich um sich greifenden Kriegsfurcht mit religiösen Mitteln beizukommen: „Die Opferaltäre rauchten, man schlachtete inmitten der Hungersnot in Massen ausgesuchte Tiere. […] Gleich eine Woche lang wurden die Statuen der Götter als Festgäste mit Köstlichkeiten bewirtet und zugleich um Erbarmen angefleht.“ Mark Aurel machte sich nun auch selbst bereit, mit den Truppen ins Feld zu ziehen. Hatte seit den Zeiten Trajans kein Kaiser mehr an der Spitze der Armee im Krieg gestanden, so kam nun die Militärmonarchie als Ursprung des Prinzipats wieder deutlich zum Vorschein. Die kämpfende Truppe verlangte nach der Anwesenheit eines Kaisers, andernfalls drohten Usurpationen.
Beide Augusti, Mark Aurel und Lucius Verus, fanden sich 168 an der Donaufront ein, um Truppeninspektionen durchzuführen und die Lage zu sondieren. Als Ergebnis wurde in der Folge eine spezifische Militärverwaltungszone mit großen Verteidigungsstützpunkten eingerichtet, die praetentura Italiae et Alpium. Das Hauptquartier befand sich zu dieser Zeit unweit östlich von Opitergium in Aquileia. Als auch hier die Pest sich ausbreitete, reisten die Imperatoren auf Anraten von Mark Aurels Leibarzt Galen nach Rom ab. Auf diesem Wege verstarb Lucius Verus Anfang 169, angeblich infolge eines Schlaganfalls. Seine nun verwitwete Tochter Lucilla vermählte Mark Aurel gegen deren Widerstand mit Tiberius Claudius Pompeianus, einem besonders fähigen Offizier syrischer Herkunft, den er für die Germanenkriege an sich binden wollte. Der Doppelprinzipat hatte sich damit vorerst erledigt, da es nun niemanden mehr gab, der noch Ansprüche auf den Augustus-Titel hätte geltend machen können.
In seinem Wirken als Oberbefehlshaber entsprach Marc Aurel nicht nur den traditionellen Erwartungen vor allem der aristokratischen Oberschicht, sondern gelangte auch zu unkonventionellen Neuerungen und nutzte in außerordentlichen Notlagen vorhandene Möglichkeiten strategischer, operationeller, logistischer und psychologischer Art. Die Datierung der militärischen Operationen im Zuge der Markomannenkriege steht unter dem Vorbehalt einer nicht sehr ergiebigen Quellenlage, deren Deutung eher auf mehr oder minder große Wahrscheinlichkeiten hinausläuft als auf gesichertes Wissen.
170 überrannten Germanen und Jazygen das strategisch exponierte Dacia (Dakien) und stießen anschließend bis nach Moesia superior (Obermösien) vor. Wohl ebenfalls in dieser Zeit scheiterte eine Offensive unter Mark Aurel äußerst verlustreich: 20.000 Legionäre kamen dabei ums Leben. Auch zwei neu ausgehobene Legionen konnten zunächst nicht verhindern, dass die gesamte Donaufront bedenklich bröckelte; in anderen Teilen des Reiches kam es zu Aufständen und Räubereinfällen. Im Südwesten erhoben sich die Mauren, überwanden die Grenzkastelle und verwüsteten die spanischen Provinzen, sodass Südspanien für zwei Jahre Kriegsgebiet blieb. Der Osten wurde zu einem großen Militärdistrikt zusammengefasst und Avidius Cassius unterstellt.

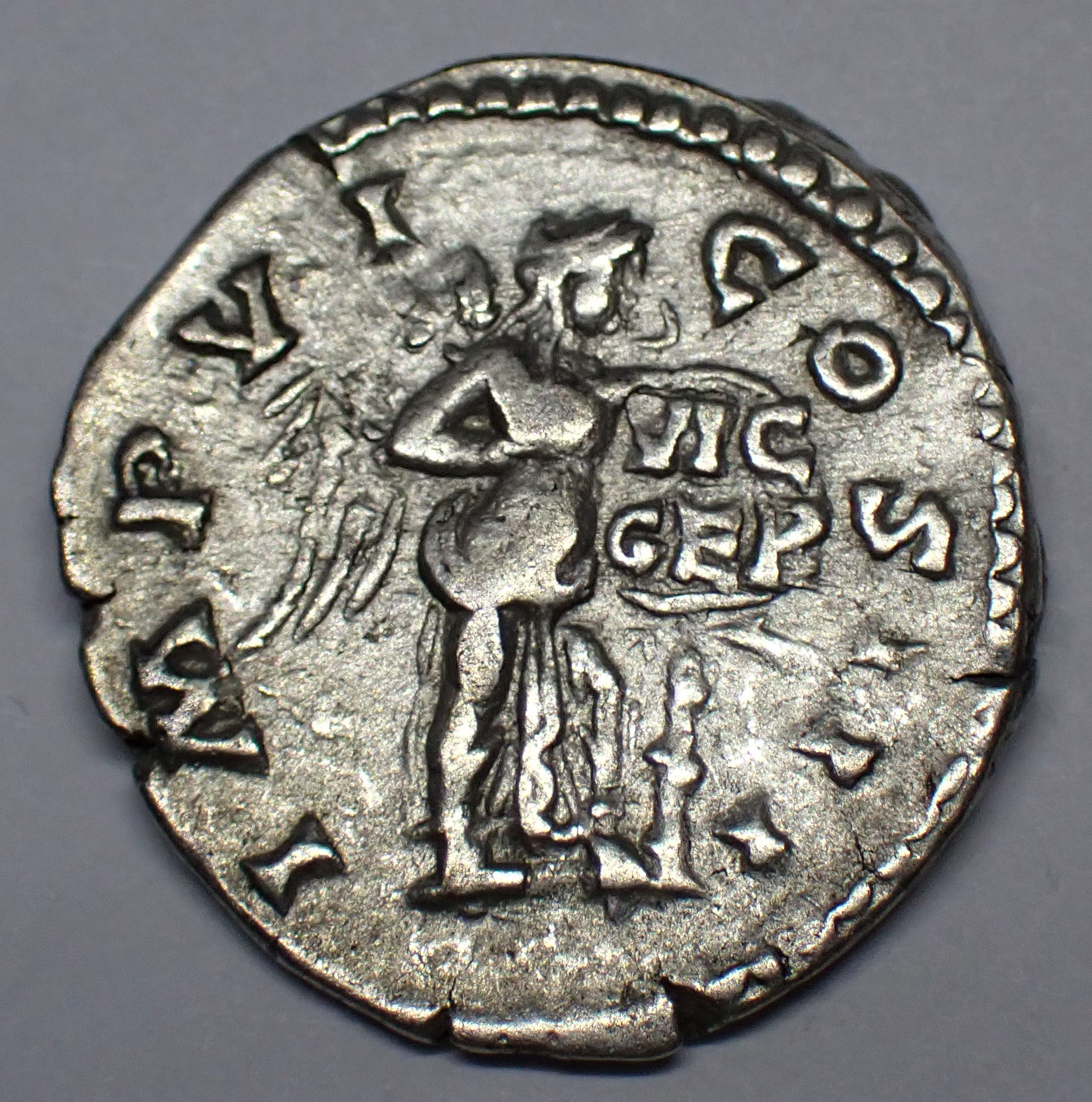
Rückseite einer Silbermünze (Denar) des Mark Aurel von 170/171 n. Chr., auf der dargestellt ist, wie die Siegesgöttin Victoria den Schriftzug „VIC(toria) GER(manorum)“ („Sieg über die Germanen“) auf einen Schild schreibt und damit einen angeblichen Germanensieg des Kaisers propagiert

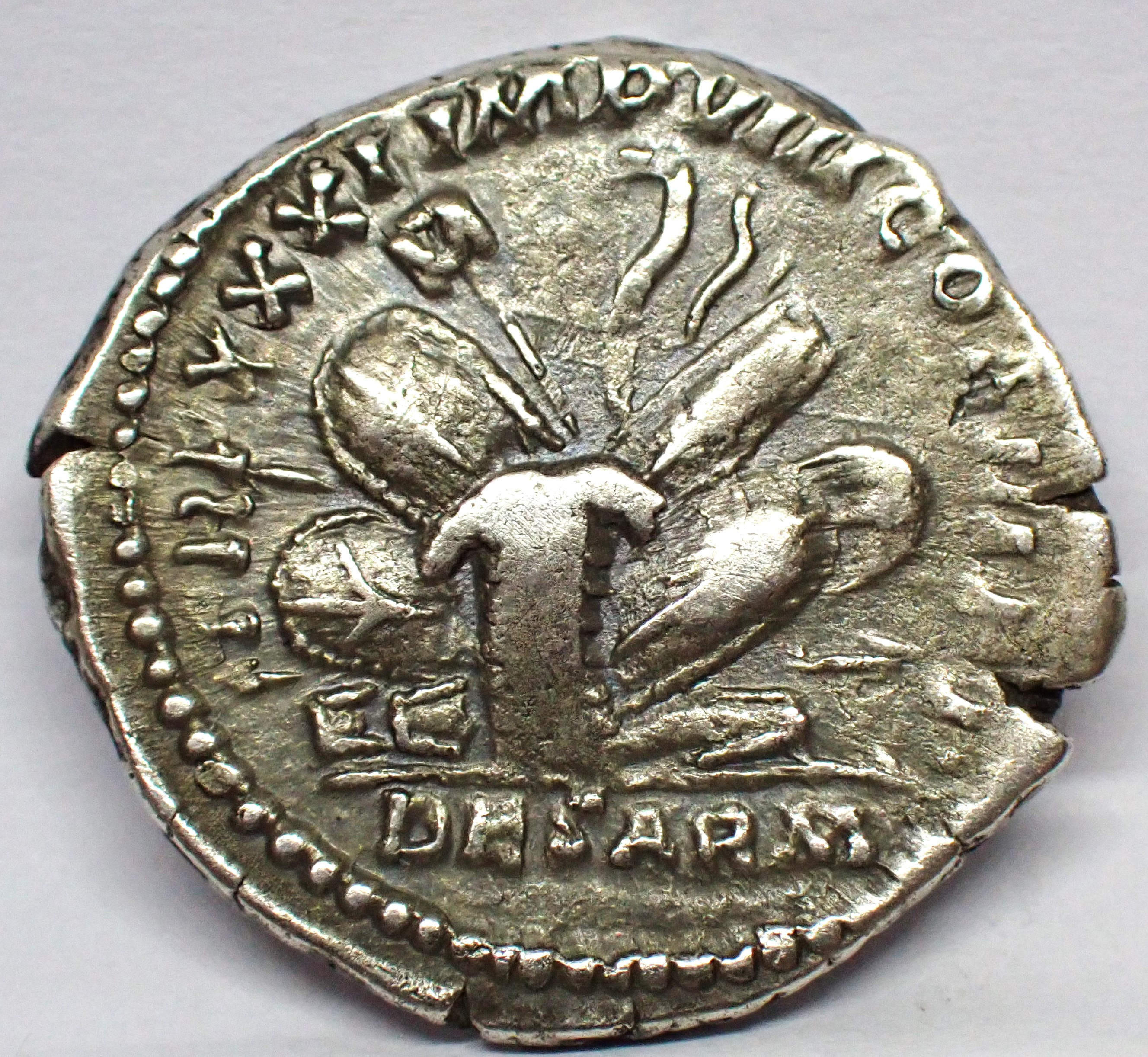
Rückseite eines Denars des Marcus Aurelius auf den Sieg über die Sarmaten mit Waffenhaufen, darunter DE SARM

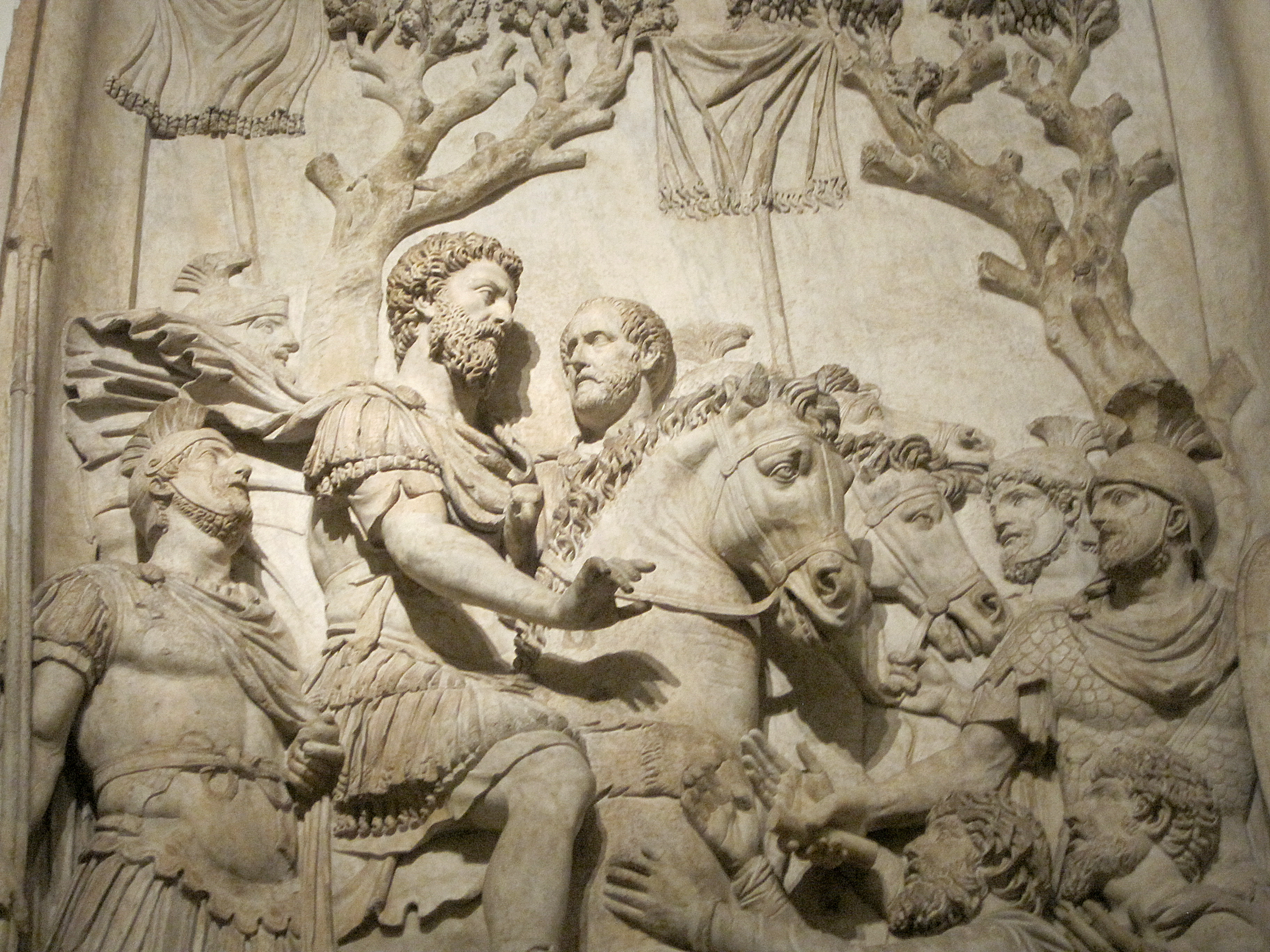
Markomannenkriege: Mark Aurel begnadigt Germanenhäuptlinge (Kapitolinische Museen)

Nur mit bedeutenden Anstrengungen auch hinsichtlich der Kriegsfinanzierung (s. o.) und unter temporärer Ausweitung der Rekrutierungsbasis des Heeres zum Beispiel auf Gladiatoren-Sklaven gelang es den Römern in der Folge, auch im germanischen Vorfeld jenseits der Donau wieder Fuß zu fassen, die Angreifer zurückzuschlagen und die verschiedenen germanischen Stämme je nach Einschätzung ihrer Zuverlässigkeit durch unterschiedlich bevorzugte Behandlung bei Vertragsschlüssen gegeneinander auszuspielen. In Teilen wurden sie nun auch als Hilfstruppen der Römer an den jeweils aktuellen Kriegsschauplätzen verwendet. Außerdem kam es zu allerdings wenig erfolgreichen Versuchen, begrenzte germanische Bevölkerungskontingente durch Ansiedlung innerhalb der Reichsgrenzen zu integrieren.
Die Lager im Grenzbereich, von denen aus Mark Aurel die militärischen Operationen leitete, wechselten mit den Erfordernissen der Situation. Als Noricum wieder vollständig in römischer Hand war, verlegte er sein Hauptquartier nach Carnuntum. Weitere Standquartiere befanden sich in Sirmium und Vindobona. Für mehrere im Zuge der Markomannenkriege an der Donau stationierte Legionen wurden neue Lager gegründet, so 179 Castra Regina, das heutige Regensburg.
In einer Offensive eroberten die Römer 172 die Region Moravia (Mähren), womit die ebenfalls feindlich gesinnten Sarmaten von den Quaden abgeschnitten waren, und unterwarfen schließlich bis ins Jahr 174 auch die Markomannen und Quaden. Die Gefahr, die von den Jazygen ausgegangen war, wurde gebannt, als Marcus von Sirmium aus gegen sie vorging.
Der wiederholte Hinweis in der Marcusbiographie der Historia Augusta, Mark Aurel habe jenseits der Donau die Einrichtung zweier neuer Provinzen, Marcomannia und Sarmatia, geplant, wird in der Forschung angesichts mangelnder Bestätigung aus anderen Quellen angezweifelt und kontrovers diskutiert. Einerseits hätten Gebirgszüge wie das Riesengebirge eine leichter zu verteidigende Grenze ergeben können, als es die Donau war; andererseits hätten Einrichtung und Ausbau zweier neuer Provinzen Ressourcen erfordert, die in der gegebenen, auf das Äußerste gespannten Lage kaum zur Verfügung standen. Sollte Mark Aurel sich aber tatsächlich mit solchen Absichten getragen haben, dann wurde er 175 durch den Usurpator Avidius Cassius und 180 durch den eigenen Tod an dem Versuch ihrer Verwirklichung gehindert.

### Die „Gesandtschaft“ nach China
In chinesischen Quellen findet man einen Bericht über eine römische „Gesandtschaft“, die 166 China erreichte. Die Männer brachten Geschenke mit und gaben an, von Andongni (chinesisch 安东尼, Pinyin āndōngní), dem König von Daqin (Rom), (chinesisch 大秦, W.-G. Ta-ts’in) geschickt worden zu sein. Mit Andongni (Antoninus) können nur Antoninus Pius (in diesem Fall hätte die Reise jedoch über fünf Jahre gedauert) oder Mark Aurel gemeint sein. Allerdings dürfte es sich bei den „Gesandten“ nur um herkömmliche römische Kaufleute gehandelt haben, nicht um offizielle Botschafter. Die chinesischen Quellen notieren, dass die Geschenke, die die Römer überreicht hätten, wenig eindrucksvoll (es handelte sich um Waren, die aus Südasien stammten, nicht aus dem Imperium Romanum) und von geringem Wert gewesen seien.

### Religionspolitik und Christenverfolgungen

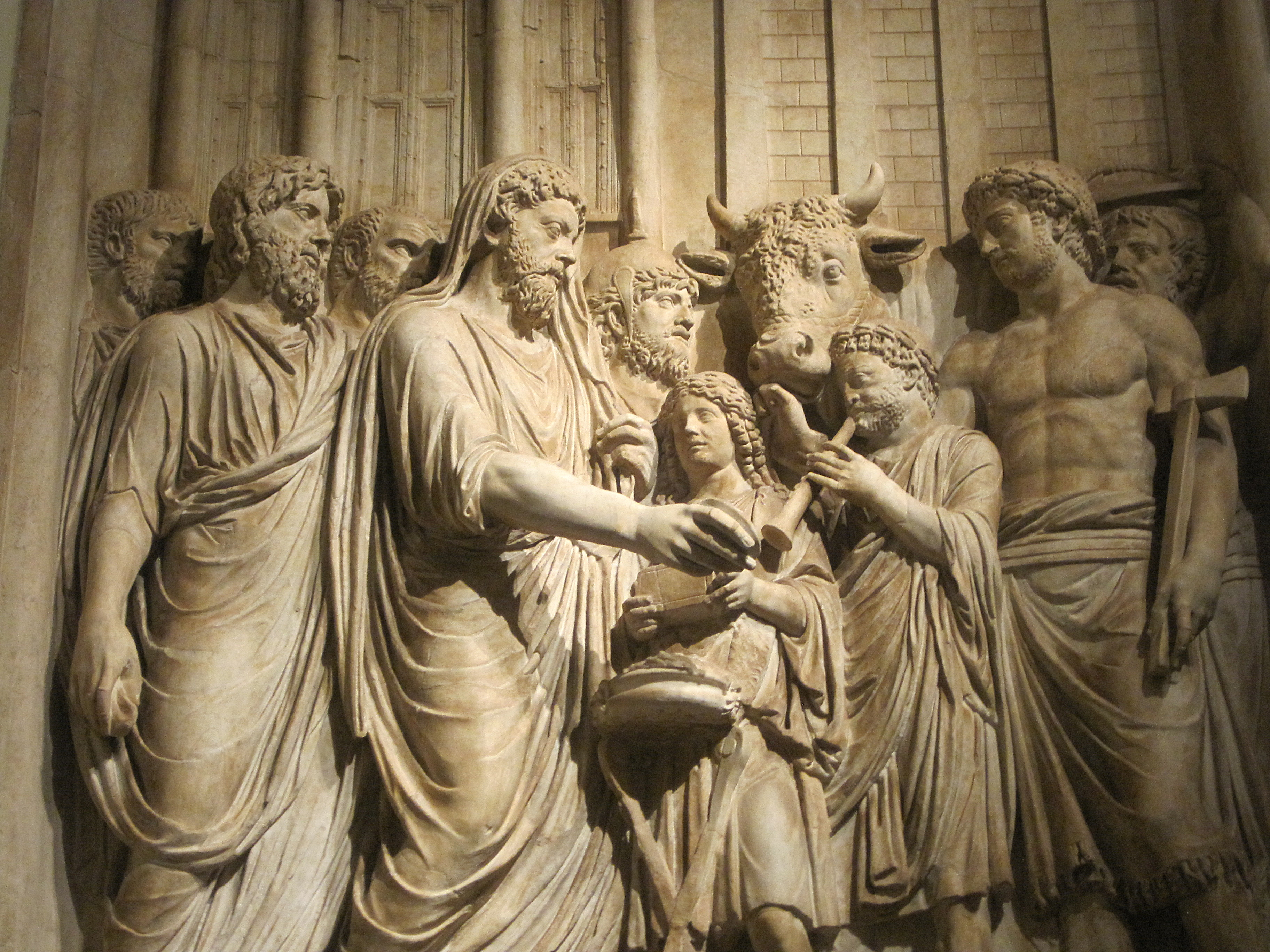
Mark Aurel beim rituellen Opfer an den kapitolinischen Jupiter (Kapitolinische Museen)

Theologie war im Rom des 2. Jahrhunderts Cornelius Motschmann zufolge hauptsächlich Sache der Philosophen, die sich aber an den griechischen Wurzeln ausrichteten und zur römischen Religionspraxis Distanz hielten. Über die peinlich genaue Beachtung der römischen Kultrituale wurde im Alltag gleichwohl gewacht, weil man meinte, dass politischer Erfolg und Misserfolg davon abhingen. Der Herrschaftsantritt des Philosophen Mark Aurel als Kaiser hätte demnach ein problematisches Spannungsfeld erzeugen können.
Als bedeutsame Respektsgeste gegenüber dem Senat ist der Umstand zu verstehen, dass Mark Aurel mit der Herrschaftsübernahme nicht gleichzeitig auch das Amt des Pontifex maximus übernahm, sondern sich dieses erst etwas später in einem gesonderten Rahmen vom Senat übertragen ließ, wie es in der Frühphase des Prinzipats üblich gewesen war. Den Nöten und Gefahren, die sich mit Tiberüberschwemmung, Hunger, Pest und drohendem Krieg gleich nach Herrschaftsantritt stellten, setzte Mark Aurel eine Reihe religionspolitischer Maßnahmen entgegen. Neben traditionellen Sühneriten wie Lustration und Lectisternien kamen dabei auch Fremdkulte zum Zuge. Besondere Aufmerksamkeit widmete Mark Aurel in diesem Kontext dem Kult des ägyptischen All- und Heilgottes Serapis, jedoch ohne dass dieser unter die Staatsgötter aufgenommen wurde. Gegen das in Krisenzeiten verstärkte Auftreten von selbsternannten Propheten und Wanderpredigern erließ Mark Aurel ein gegen jegliche Verbreitung von Aberglauben gerichtetes Reskript, in dem alle Handlungen unter Strafe gestellt wurden, die religiöse Unruhe erzeugten. Mit den mandata de sacrilegis erhielten die Provinzstatthalter Anweisung, nach Religionsfrevlern zu fahnden.
Eine Wiederbelebung des Bewusstseins vom „gerechten Krieg“ suchte Mark Aurel ebenfalls mit religiösem Bezug zu erreichen, als er den zweiten Markomannenkrieg mit einem auf das ius fetiale gegründeten symbolischen Lanzenwurf auf das feindliche Territorium eröffnete. Da die Markomannen mit einem Einfall auf römisches Gebiet den Friedensvertrag von 175 gebrochen hatten, ließ sich dieser Krieg offiziell zu einem bellum iustum erklären und religiös legitimieren. Motschmann gelangt als Fazit seiner Untersuchung bezüglich Mark Aurels Religionspolitik zu dem Schluss, dass römische Religionspraxis und philosophischer Gottesglaube keinen Widerspruch für den Kaiser darstellten, „sondern sich gegenseitig ergänzten und so zu einer eigentümlichen Synthese gelangten.“
Eine kritische Auswertung der Überlieferung zu den Verfolgungsaktivitäten gegen Christen in der Regierungszeit Mark Aurels spricht gegen die in der kirchlichen Tradition angelegte Vorstellung einer besonderen Verfolgungspraxis dieses Kaisers. Insbesondere fehlt es an neuartigen Anordnungen Mark Aurels diesbezüglich. Ob es in seinem Prinzipat zu einer höheren Anzahl christlicher Märtyrer gekommen ist als unter seinen Vorgängern oder Nachfolgern, ist laut Joachim Molthagen wegen fehlender verlässlicher Angaben schwer abzuschätzen. In den Jahren 165–168 – vermutlich im Zusammenhang mit der Pestepidemie – waren Christen zunächst in dem durch die Partherkriege in Mitleidenschaft gezogenen Ostteil des Römischen Reiches Opfer örtlichen Volkszorns, nicht jedoch einer staatlich gelenkten Initiative. Mark Aurel hielt gegenüber den Christen an der Linie fest, die seit Trajan galt: Sie sollten nicht behördlich belangt werden, solange sie auf öffentliche Bekenntnisse zu ihrem Glauben verzichteten. Im Privatleben konnten sie ihr Christentum demnach in der Regel ungestört praktizieren, auch wenn es de iure ein Kapitalverbrechen war, Christ zu sein. Unter bestimmten äußeren und inneren Bedingungen gewährleistete diese Praxis einer stillschweigenden Duldung jedoch nicht überall die persönliche Sicherheit. So konnten beispielsweise Erlasse mit Aufforderungen an die Bevölkerung, die Staatsgötter angesichts der Pest durch Opfer zu versöhnen, zu Aversionen gegenüber den Christen führen, die solche Opfer aus Glaubensgründen verweigern mussten. In diesem Fall wurden sie hingerichtet. Es gab aber auch viele lapsi, die vor den Behörden ihren Glauben verleugneten: Wer Christus abschwor, wurde verschont; nur confessores („Bekenner“) wurden hingerichtet.
Weitere Christenverfolgungen fanden im Herbst 177 in Gallien statt. Hierbei waren wohl die bereits erwähnten angespannten öffentlichen Finanzen als mitursächlich anzusehen. Gladiatoren für die Veranstaltung von Zirkusspielen wurden zunehmend knapp und teuer, da sie teilweise zu Verstärkung der Legionen im Krieg gegen die Germanen verwendet wurden. So stiegen die Kosten für die Veranstaltung derartiger Spiele, die von den Amtsinhabern der städtischen Selbstverwaltungen in den Provinzen zu bestreiten waren, über das erträgliche Maß hinaus. Diesbezügliche Beschwerden aus Gallien dürften dazu geführt haben, dass Kaiser und Senat ein Dekret erließen, wonach zum Tode verurteilte Verbrecher künftig zu Billigpreisen als Gladiatoren in der Arena eingesetzt werden durften. In Lugdunum (Lyon) machten sich daraufhin Teile der Bevölkerung daran, Christen aufzuspüren und sie im Zusammenwirken mit den örtlichen Zuständigen aburteilen zu lassen, sofern sie ihrem Bekenntnis nicht abschworen. Auch eine fremdenfeindliche Komponente könnte zusätzlich bei diesen Vorgängen eine Rolle gespielt haben, denn unter den Märtyrern waren griechische Namen zahlreich vertreten. Da Lugdunum zudem ein wichtiges Zentrum der paganen Religion in Gallien war und eine Stadt, in der viele in diesem Zusammenhang ihren Lebensunterhalt bestritten, dürfte den Christen hier ohnehin eine verbreitete Ablehnung entgegengebracht worden sein. Der zuständige Prokurator sicherte die Verurteilung der bekennenden Christen durch eine Anfrage bei Mark Aurel ab. Das folgende kaiserliche Reskript verwies auf die seit Trajan gängige Regelung; folglich erlitt die Todesstrafe, wer sich öffentlich zum Christentum bekannte.
Nachdem die Christen, die ihrem Glauben nicht abschwören wollten, in Lugdunum 177 in der Arena getötet worden waren, sind weitere Christenverfolgungen in der Regierungszeit Mark Aurels nicht überliefert. Vielleicht hat der Kaiser nach Kenntnisnahme des Geschehensablaufs entsprechende Vorkehrungen getroffen.

### Die Usurpation des Avidius Cassius und das Nachfolgeproblem

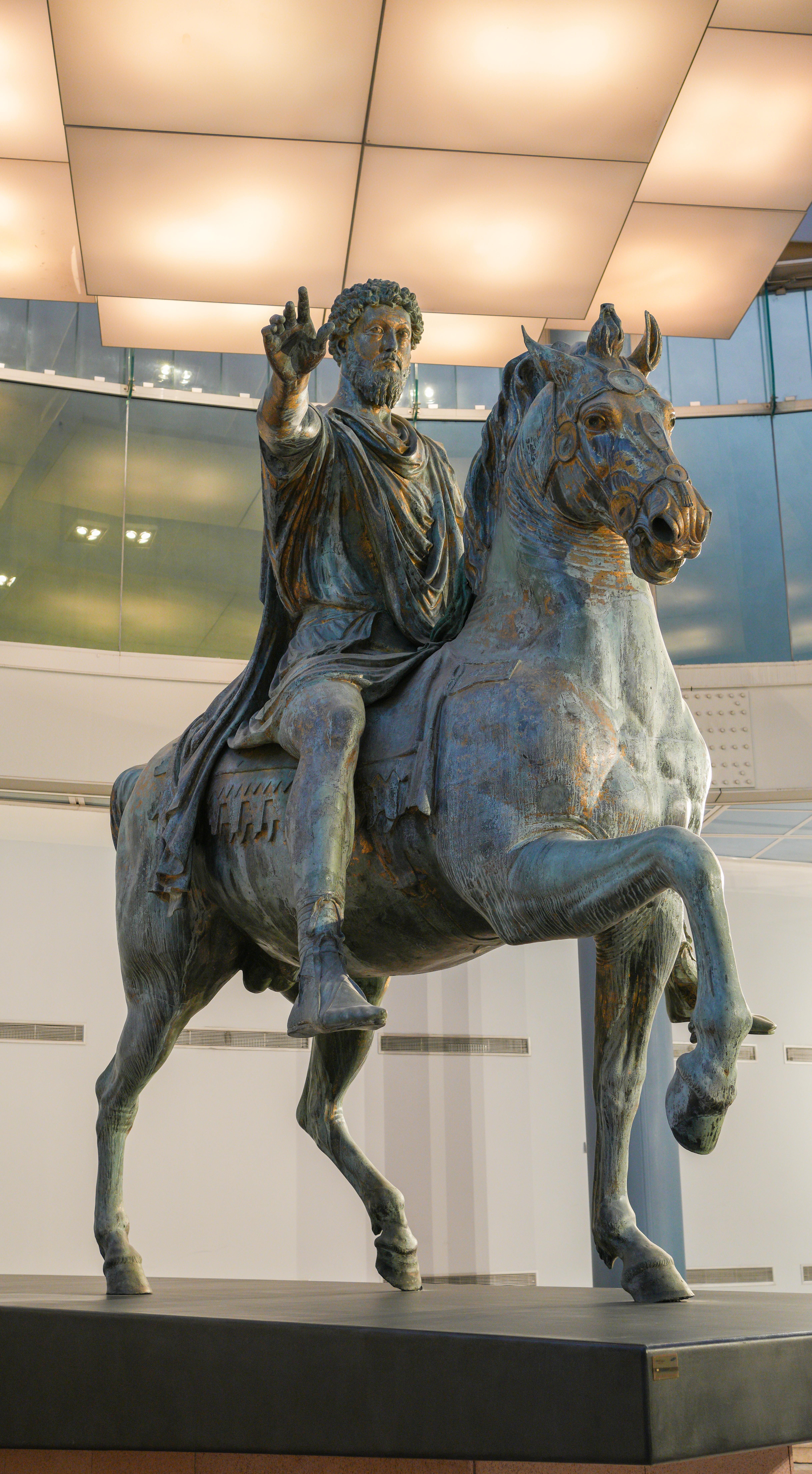
Reiterstatue Mark Aurels in Rom

Im Jahre 175 erhob sich der syrische Statthalter Avidius Cassius als Usurpator. Die Hintergründe sind nicht ganz klar, doch wird sowohl von Cassius Dio als auch in der (allerdings oft sehr unzuverlässigen) Historia Augusta angeführt, Faustina, die Frau des Kaisers, habe in Sorge um die angeschlagene Gesundheit ihres Mannes und zwecks Erhaltung der eigenen Stellung über dessen Tod hinaus Kontakt zu Avidius Cassius aufgenommen. Im Osten hatte Avidius Cassius, der sich als General im Partherkrieg bewährt hatte, großen Zuspruch gefunden. Seine Proklamation zum Kaiser wurde wahrscheinlich durch das Gerücht ausgelöst, Mark Aurel sei gestorben. Als er jedoch erkannte, dass der Kaiser noch am Leben und nicht kompromissbereit war, machte er den Fehler, sich ihm nicht zu unterwerfen, und ließ es stattdessen auf einen Kampf ankommen.
In der von Cassius Dio wiedergegebenen Ansprache Mark Aurels an seine Truppen vor dem Aufbruch gegen den Usurpator bedauerte der Kaiser den bevorstehenden, bürgerkriegsartigen Waffengang und versicherte, dass er die Sache lieber im Verhandlungswege vor dem Senat geklärt hätte. Noch sei nicht abzusehen, wie Avidius Cassius sich beim Aufeinandertreffen verhalten werde; doch sei zu fürchten, dass er die Auseinandersetzung nicht überleben und dass Mark Aurel deshalb nicht dazu kommen werde, ihm zu verzeihen und ihm seine Freundschaft anzubieten. Denn das wäre die ihm vorschwebende Art, der Welt zu zeigen, wie man einen Bürgerkrieg beenden sollte.
Angesichts des Übergewichts der Donaulegionen, bei denen Cassius keine Anerkennung fand, war seine Lage wenig aussichtsreich. Zu einem Bürgerkrieg kam es aber gar nicht erst, da Cassius kurz darauf von zwei Männern aus den eigenen Reihen erschlagen wurde. Den Kopf des Empörers sandte man Marcus, der ihn anzusehen sich jedoch weigerte und die Bestattung anordnete. Über den Tod des fähigen Feldherrn äußerte er sein Bedauern.
Noch an der Donaugrenze ließ Mark Aurel seinen Sohn Commodus aus Rom kommen, erhob ihn zum princeps iuventutis, schloss mit den Sarmaten Frieden und zog in den Osten des Reichs, um die Lage in den dortigen Provinzen nach dem Aufstand des Avidius Cassius zu beruhigen. Bei dieser Reise starb Mark Aurels Ehefrau Faustina im Alter von 46 Jahren. Man hat ihr Untreue gegenüber ihrem Gatten nachgesagt. Vielleicht im Wissen darum hatte Mark Aurel sie an die Donaufront kommen lassen und sie zur „Mutter des Feldlagers“ erhoben. Auch nach ihrem Tod verweigerte er ihr ein ehrendes Andenken nicht, was ihn aber andererseits nicht hinderte, alsbald eine Konkubine zu erwählen. Die Rückreise führte den Kaiser über Athen, wo er für die vier großen, traditionsreichen Philosophenschulen (die Platonische Akademie, das Aristotelische Lykeion, die Stoa und den Epikureismus) je einen Lehrstuhl stiftete.

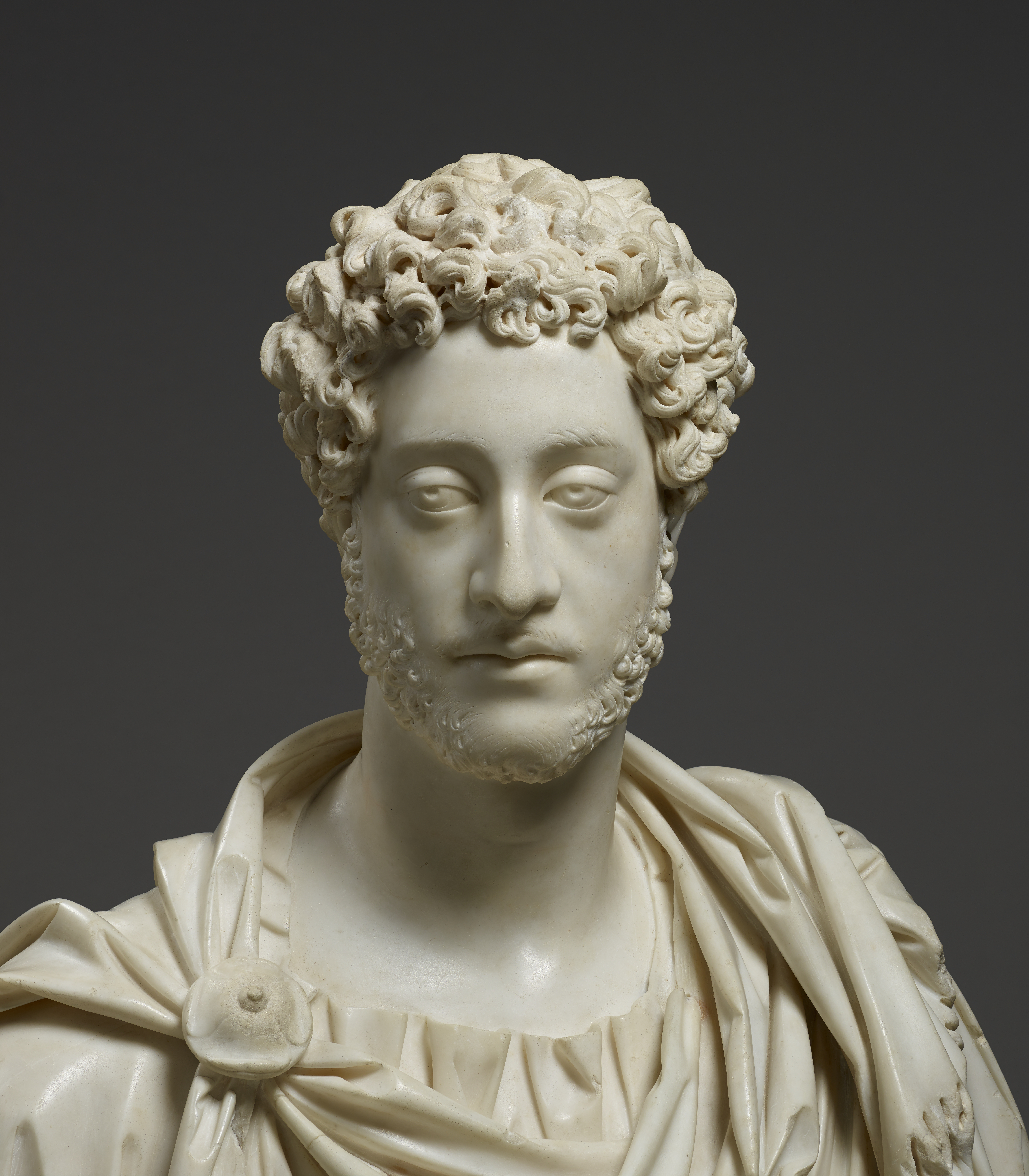
Nachfolger und Mitkaiser Commodus um 180 n. Chr.

Am 23. Dezember des Jahres 176 feierte Mark Aurel zusammen mit Commodus in Rom den Triumph über die Germanen und Sarmaten (siehe oben). Am 1. Januar 177 machte er Commodus (der Zwillingsbruder Titus Aurelius Fulvus Antoninus war als Vierjähriger, der ein Jahr jüngere Bruder Annius Verus Caesar mit sieben Jahren verstorben) zum gleichberechtigten Mitkaiser (Augustus), das Oberpontifikat behielt er sich allerdings selbst vor, um wie einst gegenüber Lucius Verus seinen Vorrang zu verdeutlichen. Es war dennoch das für alle Welt unübersehbare Signal: Commodus würde Mark Aurel nachfolgen. Dies ist Marcus in der Literatur, die Commodus überwiegend als schlechten Kaiser beurteilt, teilweise als gravierende Schwäche ausgelegt worden: Wäre es nicht gerade an ihm gewesen, die Tradition seiner Amtsvorgänger fortzusetzen und vermittels einer Adoption die Geschicke des Reiches in die bestmöglichen Hände zu übergeben? Hatte sich Commodus nicht schon in jungen Jahren durch unkalkulierbares, auf Genusssucht angelegtes Verhalten für Herrschaftsaufgaben disqualifiziert? Die rein dynastische Nachfolgeregelung scheint bis heute vielen zum sonstigen Agieren des idealisierten Philosophenkaisers nicht zu passen.
Was die Entscheidung Mark Aurels erklärt: Keiner der Adoptivkaiser vor ihm besaß einen leiblichen männlichen Erben, den er hätte zum Nachfolger machen können. Commodus’ Anspruch – er war mit dem Titel Caesar bereits als Fünfjähriger 166 als Nachfolgeanwärter designiert worden – war daher durch die von den Amtsvorgängern Mark Aurels während des laufenden Jahrhunderts eingeübte Adoptionspraxis nicht in Frage gestellt, auch wenn die Kaiserwürde formal nicht erblich war (siehe Prinzipat). Gerade der Umstand, dass die kinderlosen Kaiser die Notwendigkeit sahen, ihre Nachfolger zu adoptieren, belegt im Gegenteil die faktische Bedeutung des dynastischen Denkens.

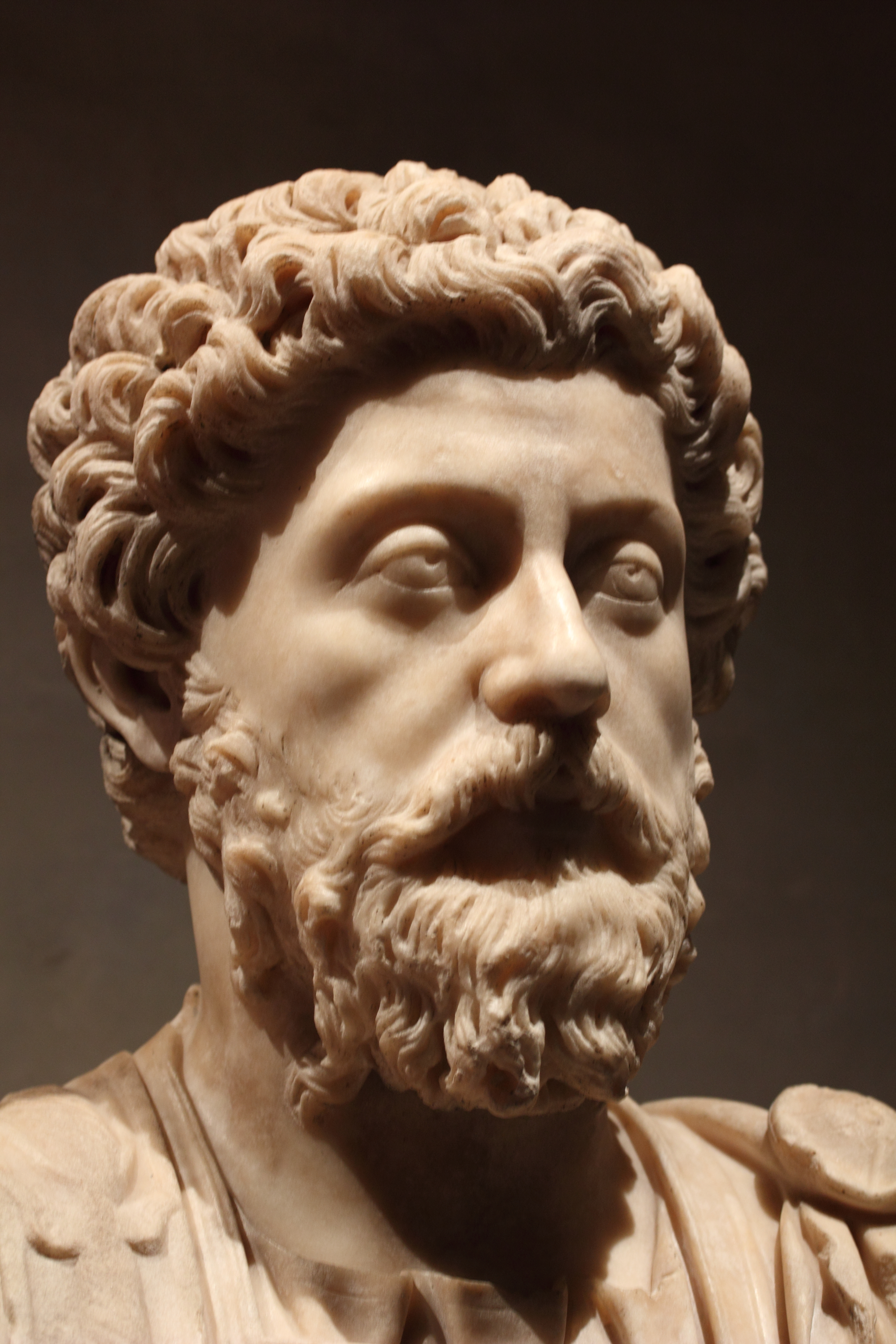
Altersporträt des Mark Aurel

Den endgültigen Ausschlag gegeben hat aber wohl – nach dem Gang der Ereignisse zu urteilen – der Usurpationsversuch des Avidius Cassius, der zeigte, dass die angeschlagene Gesundheit bzw. das Ableben des Kaisers (175 als Gerücht bereits gezielt gestreut) bei ungeregelter Nachfolgefrage zum Bürgerkrieg hätte führen können. Als verbindliche und möglichst unanfechtbare Lösung bot sich in der gegebenen Situation nur Commodus an. Nichts deutet darauf hin, dass Mark Aurel jemals mit dem Gedanken gespielt haben könnte, seinen Sohn nicht zu seinem Nachfolger zu machen. Dessen Sukzession war für alle Beteiligten schlicht eine Selbstverständlichkeit: Als Privaterbe des Kaisers verfügte Commodus über gewaltige Geldmittel und die Loyalität der Soldaten; solange er lebte, war er als Thronfolger unvermeidlich. Hätte Mark Aurel tatsächlich zugunsten zum Beispiel eines seiner Schwiegersöhne Commodus nicht zum Zuge kommen lassen, so wäre dies im Sinne der Machtsicherung des neuen Herrschers unter Umständen einem Todesurteil gegen den eigenen Sohn gleichgekommen und hätte leicht einen Bürgerkrieg provoziert.
Mark Aurel, der die problematischen Wesenszüge seines Sohnes wahrgenommen haben mag, blieb wohl immerhin die Hoffnung, dass Commodus nach der Pubertät in seine Aufgaben hineinwachsen würde. Reisen und Feldzüge seines Vaters hatte er jedenfalls von Mitte des Jahres 175 an – und bis zu dessen Ende im März 180 – als bereits bestätigter Thronfolger zu begleiten: So wie Antoninus ihn nicht aus den Augen gelassen hatte, so behielt nun auch Mark Aurel den Commodus stets an seiner Seite. Seine Ausbildung konzentrierte sich nun stark auf das Militärische, und nicht zufällig blieb Commodus zeitlebens sehr beliebt bei den Legionen. Gleichwohl blieben Art und Dauer seiner Vorbereitung auf die Herrscherrolle hinter den Möglichkeiten, die Mark Aurel zur Verfügung gestanden hatten, zurück. Commodus’ spätere Selbstinszenierung als keulenschwingender Herkules und Gladiator ist für Fündling übrigens weniger abwegig, als es auf den ersten Blick scheint. Fündling zufolge firmierte Herkules auch als Sinnbild eines rastlosen Herrschers, der die Welt in Übereinstimmung mit stoischen Grundsätzen von Plagen reinigt: „Das Spektakel des blutbespritzten Commodus mag ein Versuch gewesen sein, aus dem Vorbild etwas Eigenes zu machen, ein auf den Hund gekommener Stoizismus.“

## Tod und Nachwirkung

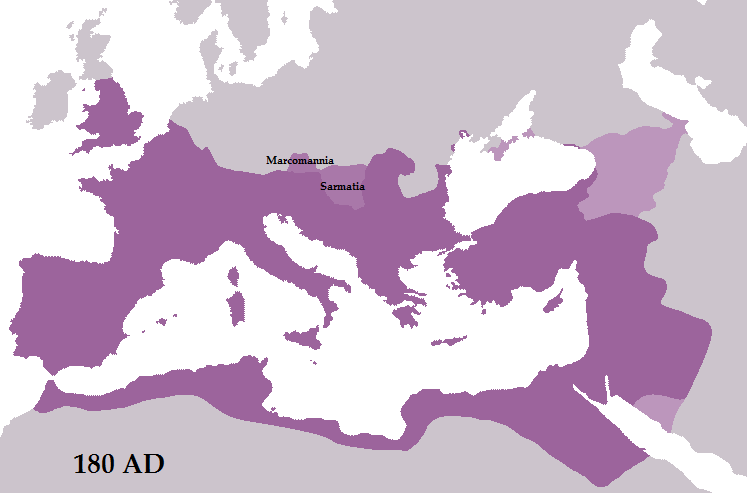
Das Römische Reich zum Ende der Herrschaft von Mark Aurel: Seine Armeen besetzten für einige Jahre Gebiete der Markomannen und der Jazygen. Die hell gefärbten Gebiete im Osten sind die von Rom abhängigen Königreiche von Armenien, Kolchis, Iberien und Albania.

Am 3. August 178 brachen Mark Aurel und Commodus zum zweiten Markomannenkrieg auf. Auf diesem Feldzug starb der Kaiser am 17. März 180, entweder laut Aurelius Victor in Vindobona, dem heutigen Wien, oder dem Zeitgenossen Tertullian folgend im Lager Bononia bei Sirmium an einer nicht bekannten Krankheit. Einige Wissenschaftler gehen von der Antoninischen Pest als Todesursache aus, andere vermuten ein Krebsleiden. Mit Ausbruch der Krankheit und in Erwartung des nahen Todes ließ der Kaiser seinen Sohn Commodus rufen und mahnte ihn angeblich, den Feldzug bis zum Sieg fortzusetzen. Commodus habe es in dieser Situation – möglicherweise aus Angst vor Ansteckung – eilig gehabt, sich wieder zu entfernen. Daraufhin soll Mark Aurel, um das eigene Ende zu beschleunigen, das Essen und Trinken verweigert haben und bald darauf verschieden sein. Seinen klagenden Freunden entgegnete er der Überlieferung nach: „Was weint ihr um mich? Weint um die Pest und das Sterbenmüssen aller!“ Der Leichnam des Kaisers wurde in Rom auf dem Campus Martius verbrannt. Über dem Ort des in der Antike zu einem Denkmal gestalteten Ustrinums erhebt sich heute der Palazzo Montecitorio. Die Asche Mark Aurels wurde im Mausoleum Kaiser Hadrians, der späteren Engelsburg, beigesetzt. Ihm zu Ehren ließ der Senat von Rom in der Zeit zwischen 176 und 193 eine Ehrensäule (Mark-Aurel-Säule) errichten. Diese ist auf der nach ihr benannten Piazza Colonna in Rom zu finden.
Die bekannteste Darstellung Mark Aurels ist sein bronzenes Reiterstandbild, das seit der Renaissance auf dem von Michelangelo gestalteten Platz (Kapitolsplatz) des Kapitols in Rom aufgestellt ist (jetzt in Nachbildung, das Original im benachbarten Museum). Dieses Reiterstandbild ist, seit der Einführung des Euro im Jahr 2002, auf der 50-Cent-Münze der italienischen Version dieser Währung abgebildet. Ein weiterer Abguss der Reiterstatue steht in Tulln an der Donau. Die Statue soll dort an die jahrhundertelange Anwesenheit der Römer an der Donaugrenze erinnern.

Bildnistypen des Mark Aurel
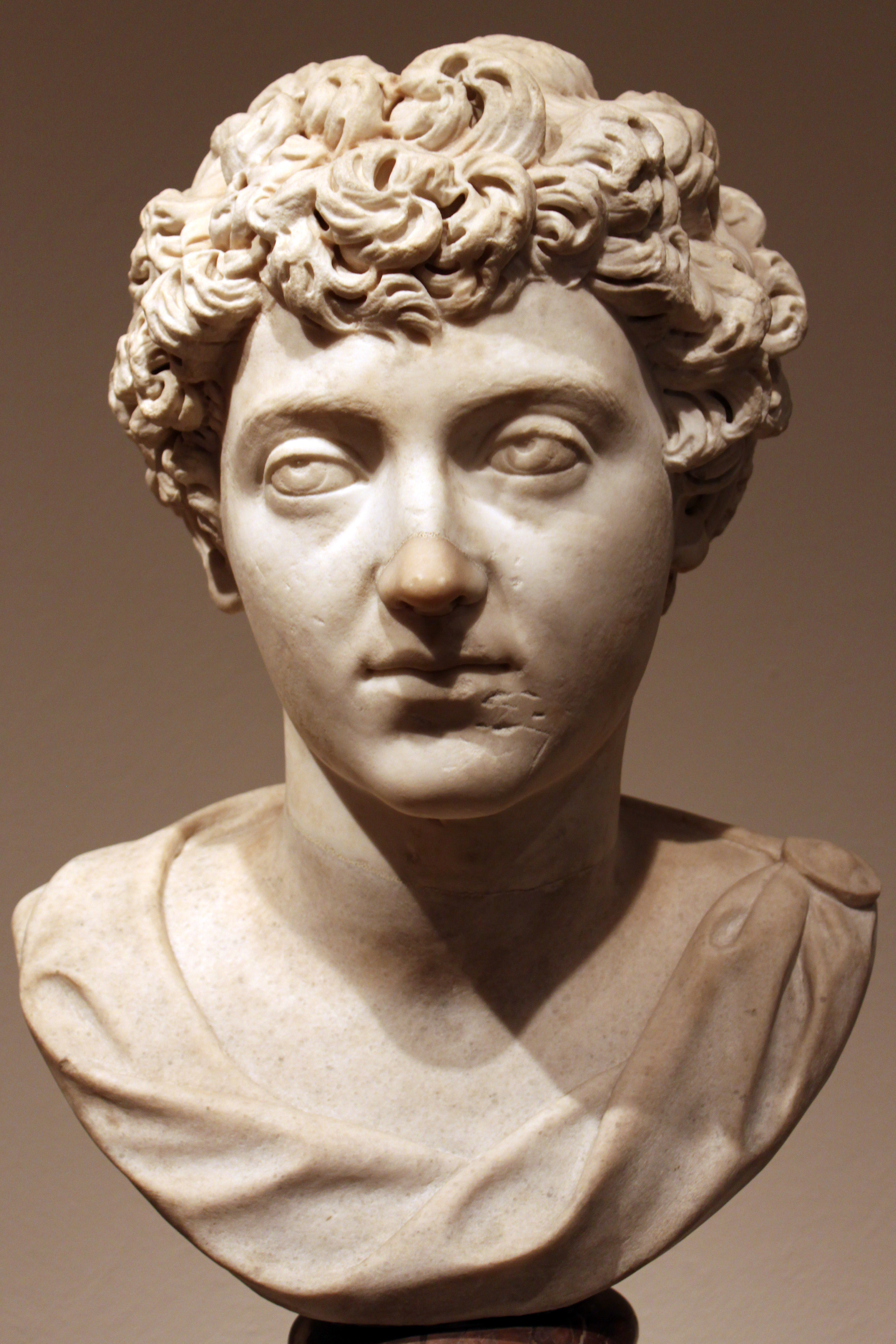
Typ 1 ab 17 Jahren, Altes Museum, Berlin
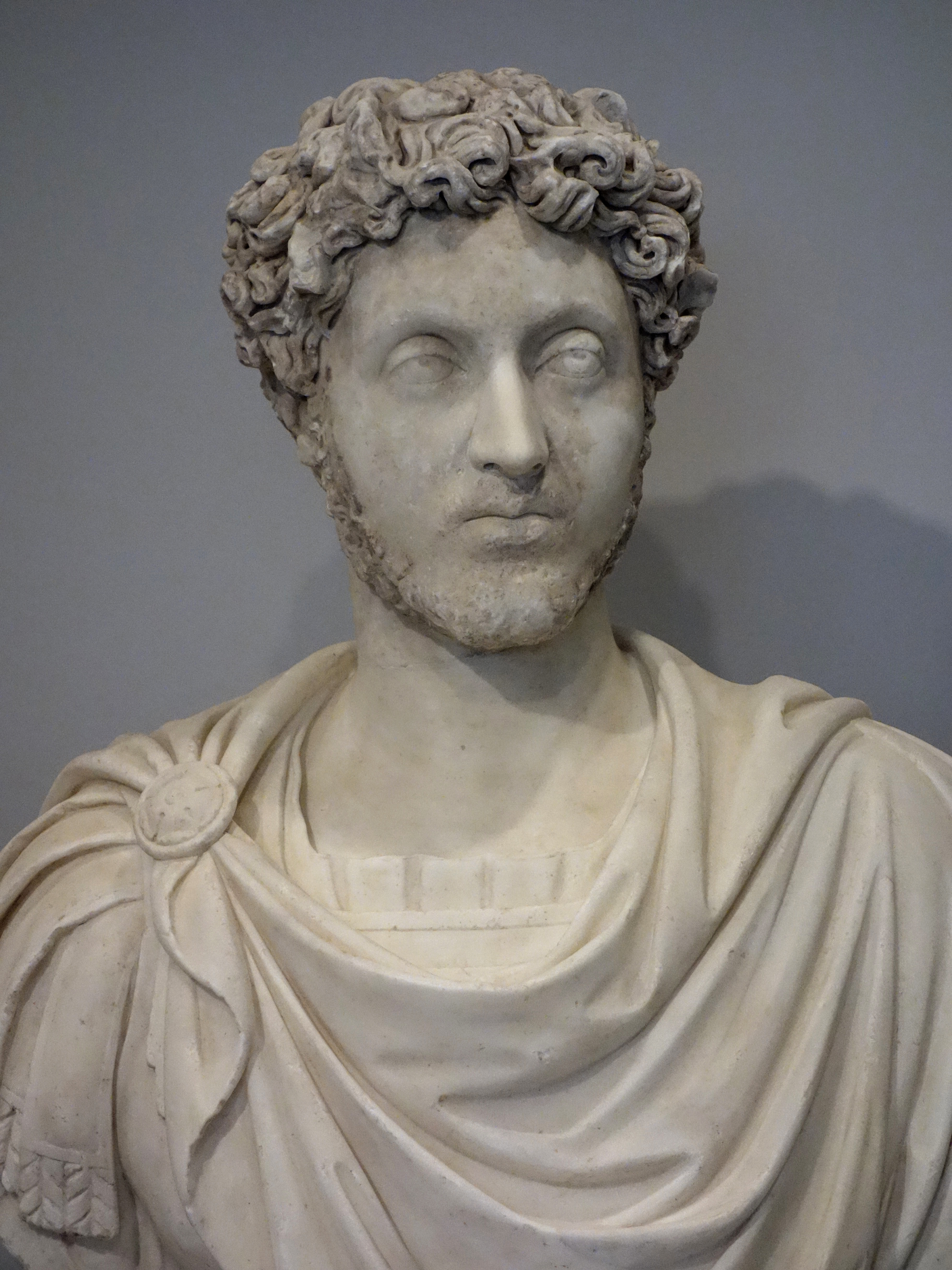
Typ 2 ab 24 Jahren, Museo Torlonia, Rom
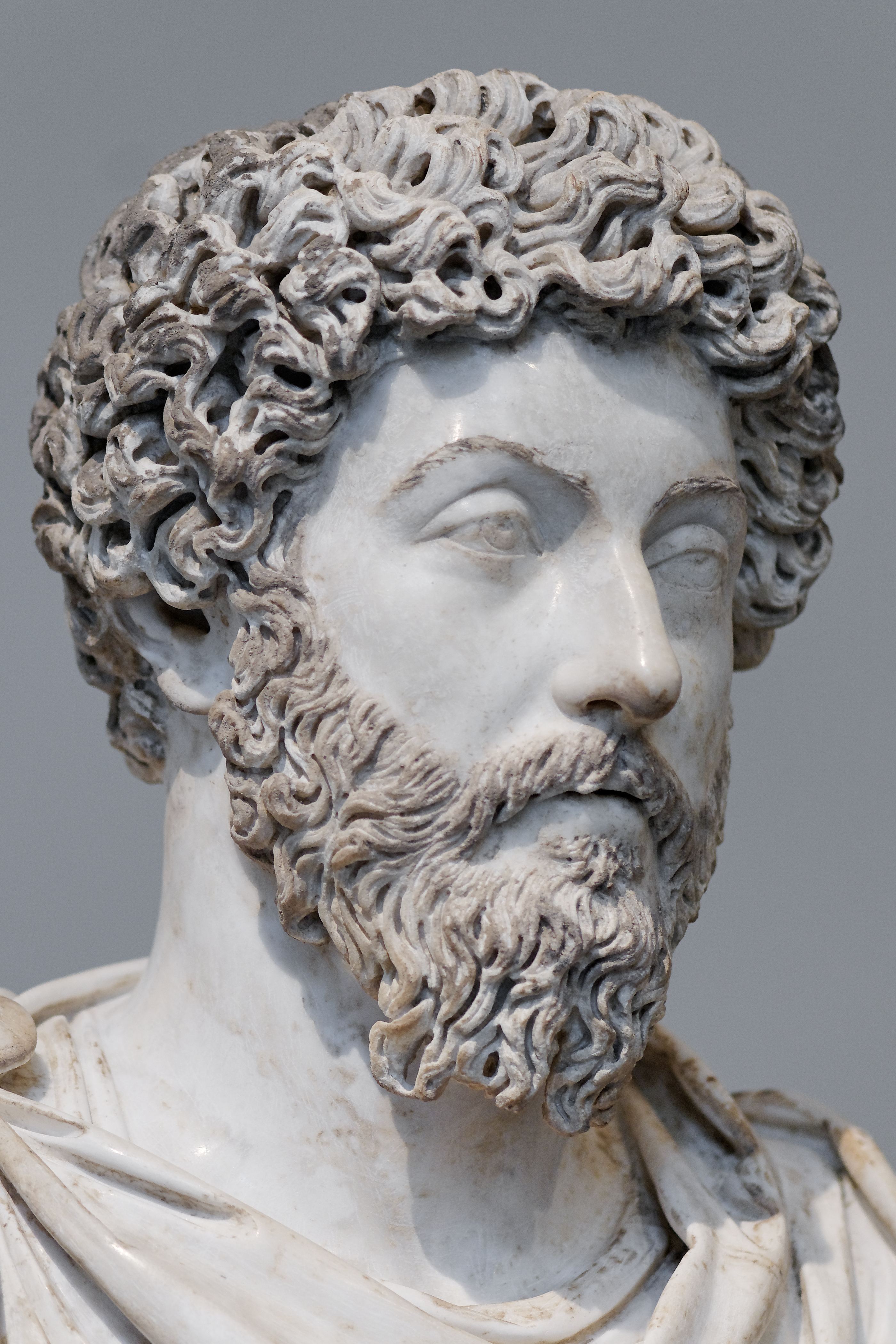
Typ 3 ab 40 Jahren, Metropolitan Museum of Art, New York
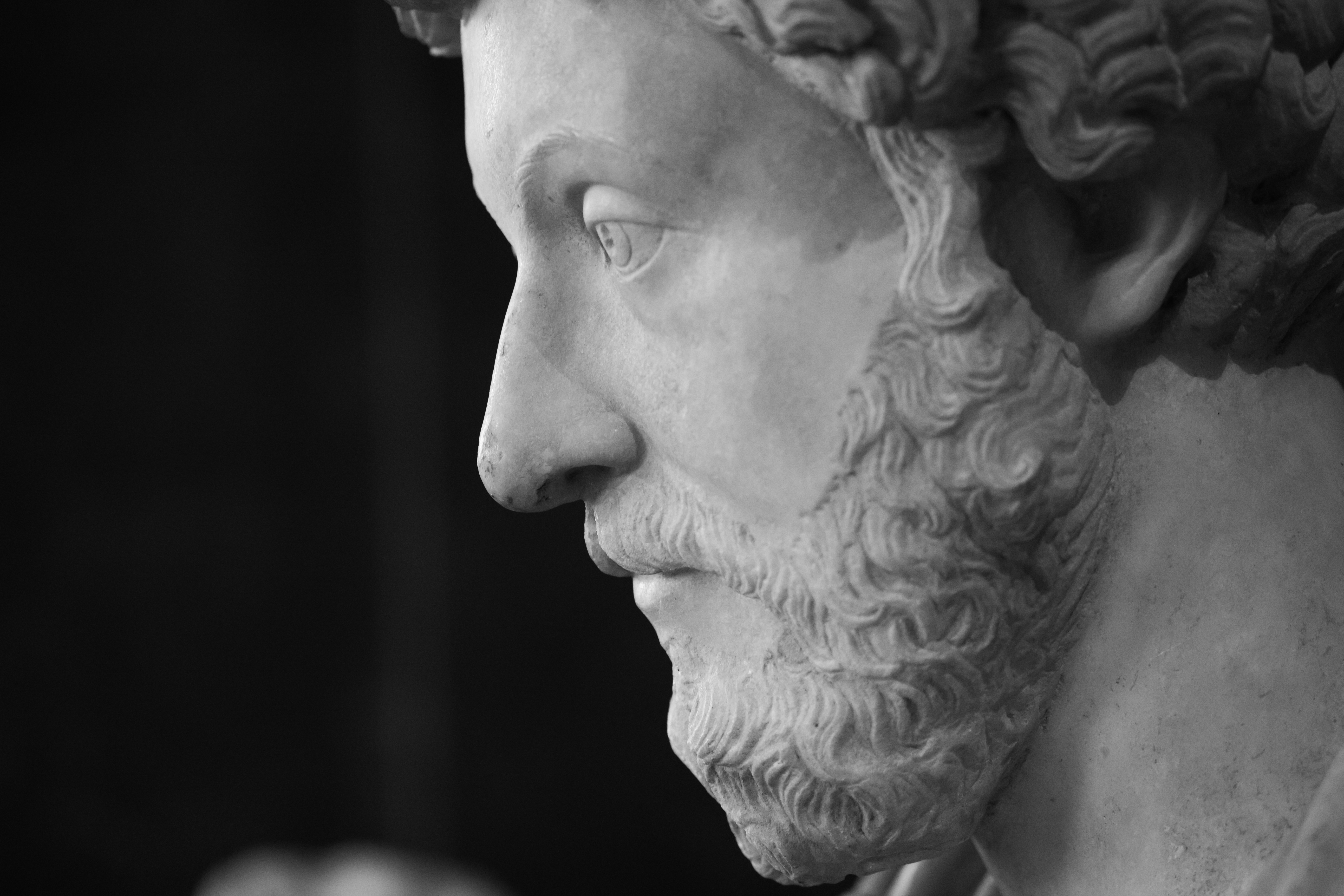
Typ 3, Seitenprofil, Louvre, Paris
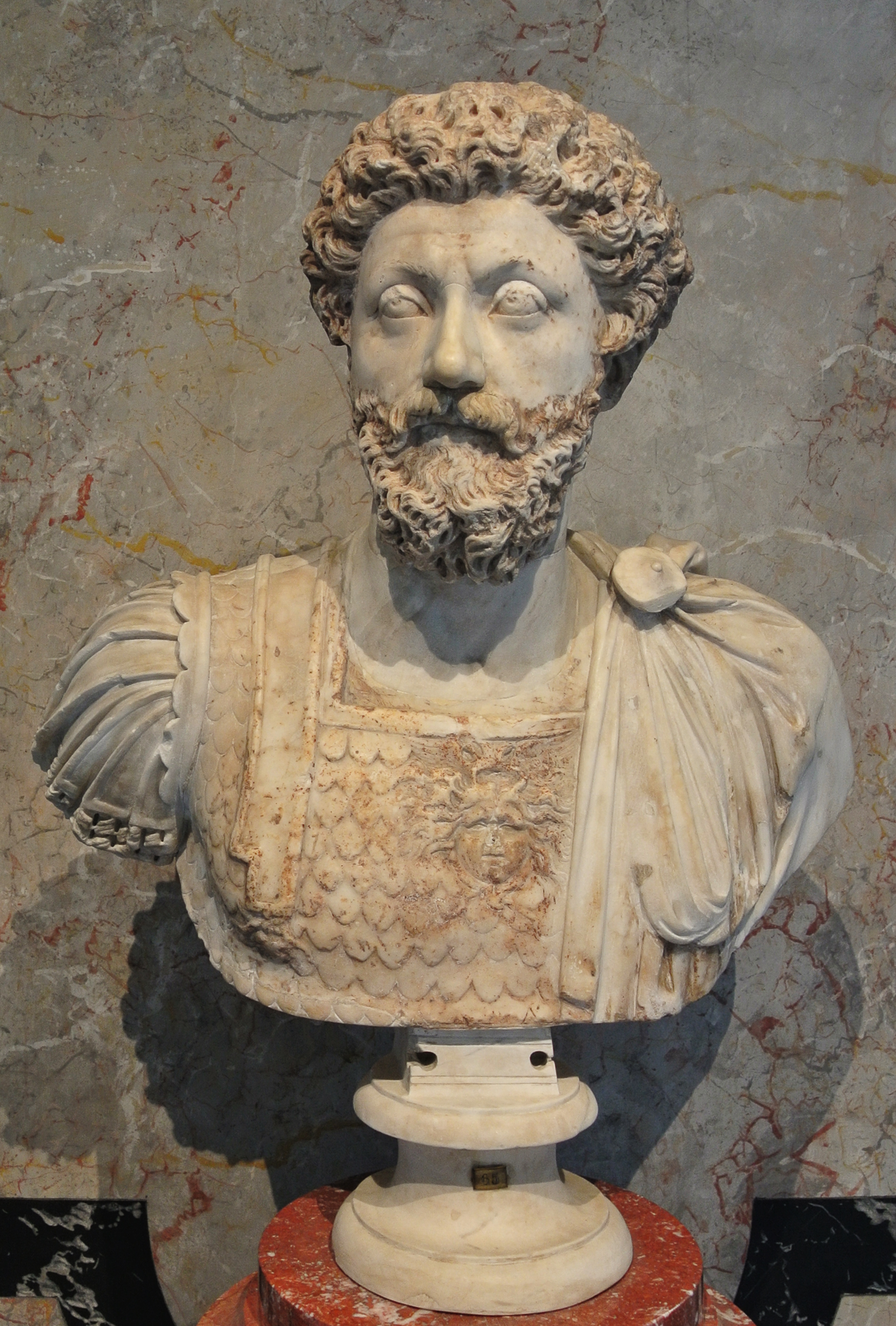
Typ 4 ab 50 Jahren, Kunsthistorisches Museum Wien

### Nachhaltige Verehrung und Vereinnahmung in der Antike
Das Bild, das Mark Aurel als Herrscher geboten hatte, sowie seine überlieferten philosophischen Reflexionen haben ihm unter Zeitgenossen und Nachgeborenen vielfach Respekt und Bewunderung eingetragen, in breiten Bevölkerungskreisen des Römischen Reiches wie unter Aristokraten und Herrschern. Der römische Senator, Zeitgenosse und Historiker Cassius Dio pries Mark Aurel als einen Kaiser, der besser geherrscht habe als irgendjemand sonst in einer vergleichbaren Machtstellung. Die dem letzten Adoptivkaiser bezeugte Verehrung mag noch verstärkt worden sein durch die nach seiner Regierungszeit einsetzenden Turbulenzen, die seinen Tod im Rückblick als Zäsur erscheinen ließen – mit den Worten Cassius Dios als Abstieg in ein Zeitalter von „Eisen und Rost“.

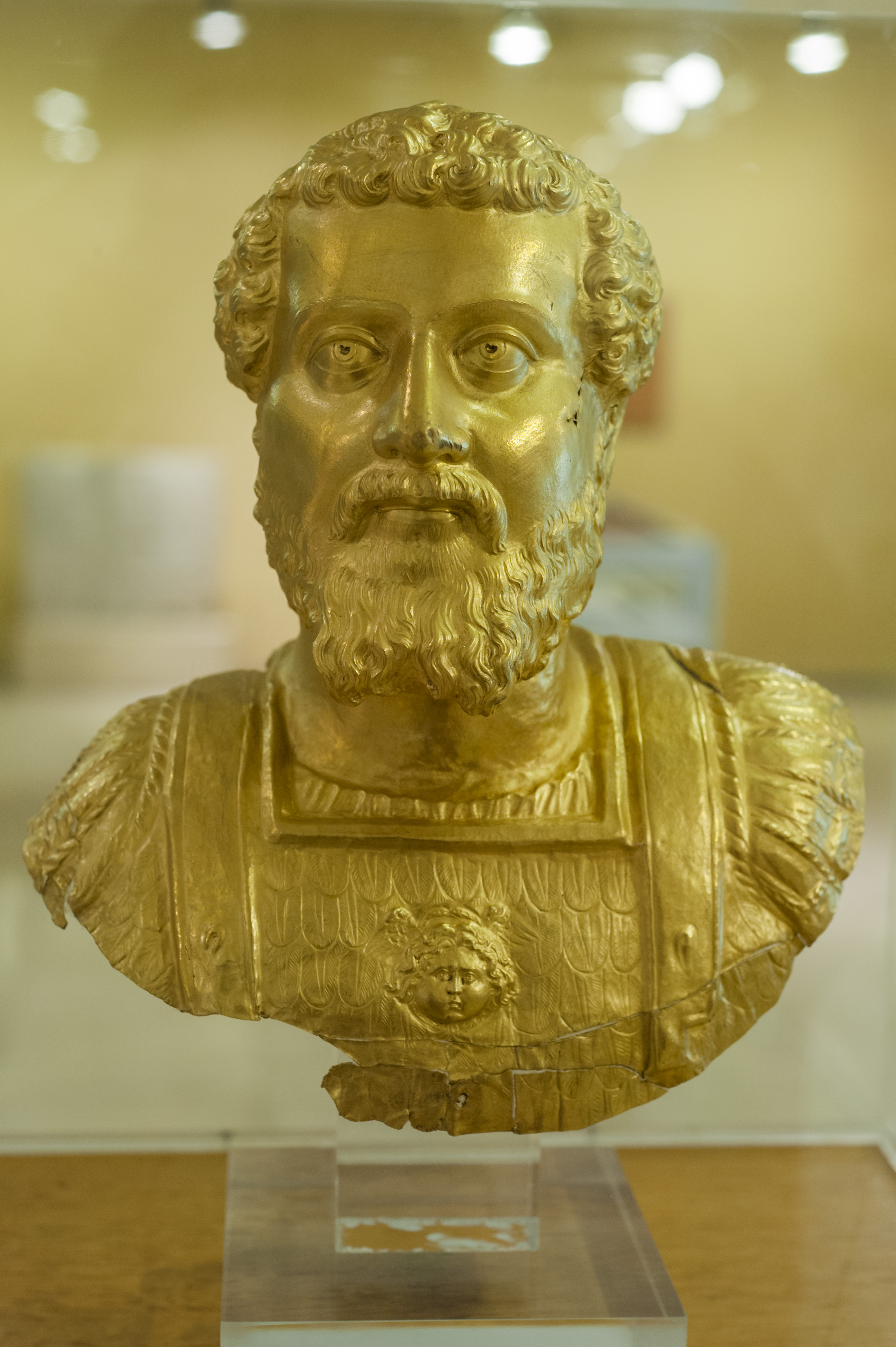
Goldbüste des Septimius Severus, dieser Kaiser ließ bewusst die Porträts des Mark Aurel nachahmen.

In der anderen wichtigen antiken Quelle zu Leben und Herrschaft Mark Aurels, der im 4. Jahrhundert entstandenen Historia Augusta, nimmt dieser Kaiser bereits im Titel eine Sonderstellung ein (vita Marci Antonii philosophi), indem allein sein Name mit der Bezeichnung Philosoph verbunden wird. Als charakteristische Eigenschaften, die ihm in der Historia Augusta durchgängig zugeschrieben werden, nennt Geoff W. Adams Mäßigung, Gleichmut, Selbstbeherrschung und Verantwortung. Dabei sei die Unterscheidung zwischen Faktum und Fiktion in der Historia Augusta äußerst schwierig, weil sich die Darstellung aus einer Epoche speise, in der die Idealisierung Mark Aurels dessen Betrachtung umfassend durchdrungen habe. So ordnet Adams auch die beiden Mark Aurel kritisch behandelnden Abschnitte (20 und 29) der Marcus-Vita in der Historia Augusta ein, die in der Tradition der Kaiser-Biographien Suetons vermutlich dazu dienen sollten, dem überaus positiven Gesamtbild des Philosophen auf dem Kaiserthron einen neutralen Anstrich zu geben. Die Historia Augusta-Darstellung ziele insgesamt eher auf ein erzieherisches Musterbeispiel als auf historische Wirklichkeitstreue.
In die Nachfolge des Marcus Aurelius Antoninus stellte sich nicht nur sein Sohn Commodus, sondern stellten sich auch Septimius Severus, der sich zwecks Herrschaftslegitimation (fiktiv) zum Bruder des Commodus und zum Adoptivsohn Mark Aurels erklärte, und dessen Nachfolger in der Severer-Dynastie. Im 3. Jahrhundert war Marcus Aurelius Namensbestandteil bei jedem Herrscher seit Claudius Gothicus. Diokletian bekannte sich mit seiner Namensgebung deutlich zu Mark Aurel; und noch in der zweiten Hälfte des 4. Jahrhunderts hob ihn Kaiser Julian unter allen seinen Vorgängern als Philosophen hervor und ließ ihm von den Göttern den Sieg in einem satirisch-fiktiven Wettbewerb zusprechen.

### Christliche Reaktionen und Rezeption
Der wesentliche Eindruck, den Mark Aurel im spätantiken und mittelalterlichen Christentum hinterließ, war der des Christenverfolgers. Seine christlichen Zeitgenossen reagierten aber nicht einhellig mit Ablehnung. Tertullian sprach ihm sogar eine Schutzfunktion (protector) für die Christenheit zu, resultierend aus Mark Aurels Dankbarkeit gegenüber jenen Christen, die mit ihren Gebeten für das „Regenwunder“ im ersten Markomannenkrieg gesorgt haben sollten.
Die längerfristige christliche Rezeption geprägt hat aber vor allem der Zeitgenosse des christenfreundlichen Kaisers Konstantin, Eusebius von Caesarea, der Mark Aurel als Christenverfolger herausstellte und ihm speziell den Märtyrertod des Polykarp von Smyrna 155 anlastete (als Antoninus Pius noch Kaiser war). Augustinus von Hippo führt Mark Aurel in seinem Werk vom Gottesstaat als vierten von zehn Christenverfolgern unter den römischen Kaisern an. Das Reiterstandbild des Marcus blieb während des Mittelalters nur erhalten, weil man in ihm den Förderer des Christentums, Konstantin den Großen, zu erkennen meinte. Das von Eusebius geschaffene Bild überdauerte während des Mittelalters nahezu durchgängig: ein Kaiser der alten Welt, der den wichtigen Krieg gegen die Parther gewonnen und Christenverfolgungen anberaumt hatte.

### Neuzeitliche Annäherungen und gegenwärtige Deutungen

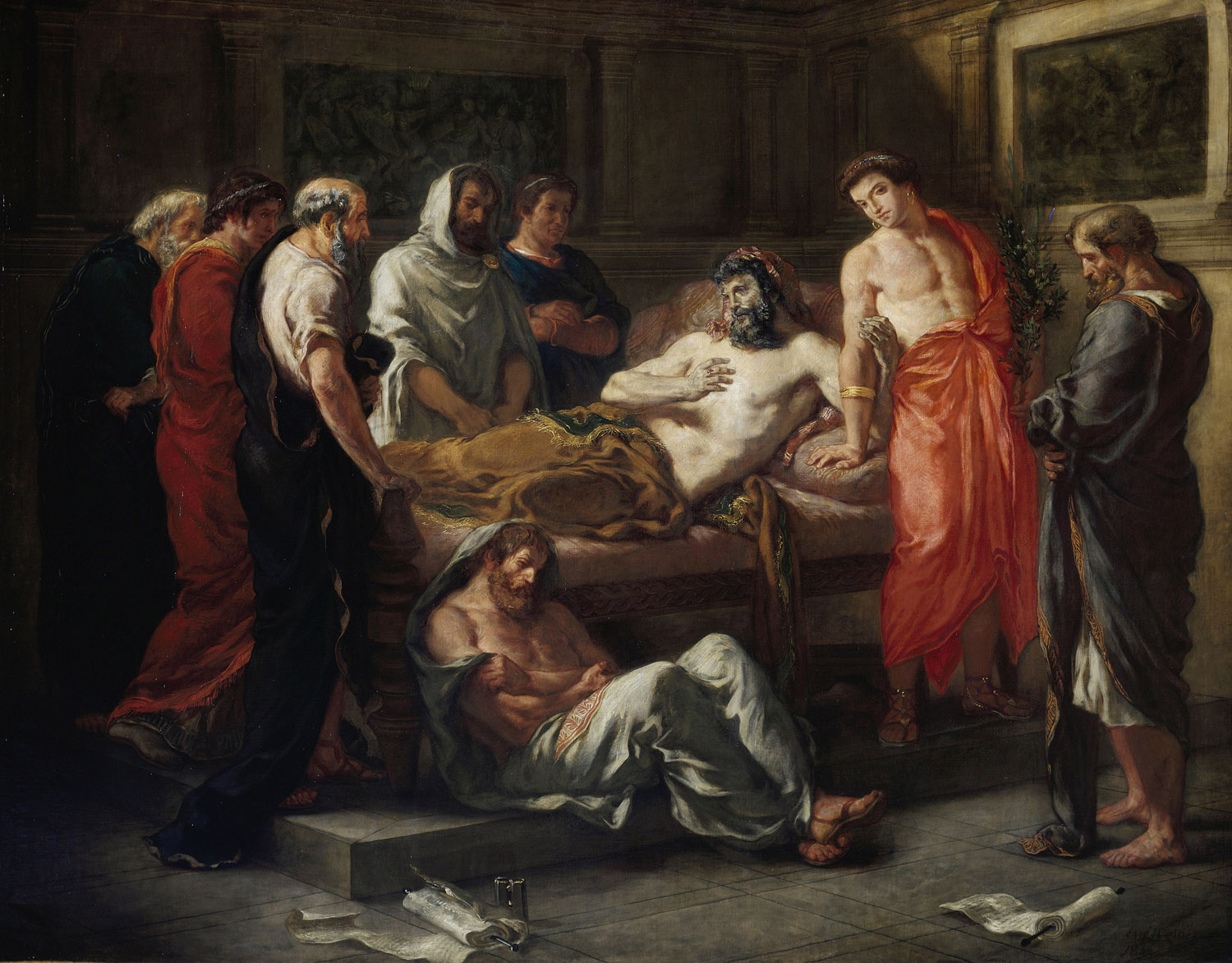
Die letzten Worte des Philosophenkaisers, Gemälde von Eugène Delacroix, 1844

In der Neuzeit wurde Mark Aurel wiederentdeckt und erneut als Idealherrscher verehrt. Im XIX. Kapitel des Principe würdigt Niccolò Machiavelli ihn im Kontrast zu seinen Nachfolgern und den Soldatenkaisern des 3. Jahrhunderts. Nur er sei zu Lebzeiten wie auch nach dem Tod allgemein hoch verehrt worden, weil er die Herrschaft als rechtmäßiger Erbe angetreten habe, sie also weder den Soldaten noch dem Volk zu verdanken hatte, und darum beide zu zügeln in der Lage gewesen sei, ohne sich je Hass oder Verachtung zuzuziehen. Im Zeitalter der Aufklärung wurde Mark Aurel laut Jörg Fündling geradezu Modeautor, insbesondere für Voltaire. „Vernunft, Humanität, Pflichtgefühl und ein nichtchristlicher Gottesbegriff: So sollte ein König sein.“ Edward Gibbon vertrat in seinem berühmten Werk History of the Decline and Fall of the Roman Empire in Anlehnung an Cassius Dio die Meinung, dass mit dem Tod Mark Aurels ein goldenes Zeitalter geendet habe. Von der Neuzeit bis in die Gegenwart haben sich bedeutende Persönlichkeiten als seine Anhänger bekannt, darunter politisch Verantwortliche wie der aufgeklärte preußische Monarch Friedrich II. oder der deutsche Altbundeskanzler Helmut Schmidt, aber auch russische Literaten wie Anton Tschechow oder der Literaturnobelpreisträger Joseph Brodsky.
In der neueren Forschung wird unter anderem der Frage nachgegangen, wie bedeutsam Mark Aurels Philosophie für sein politisches Handeln war, ob und welche Anhaltspunkte es dafür gibt. Lukas de Blois sieht Mark Aurels tägliches Handeln zwar von seinen philosophischen Neigungen beeinflusst, jedoch nicht in der Art systematisch begründeter politischer Reformen. Dies zeige sich unter anderem in seiner Haltung zu Fragen des Familienrechts, der Sklaven- und Frauenstellung. Zu ähnlichen Schlüssen gelangt Thomas Finkenauer in seiner Spezialuntersuchung zu der die Sklaven betreffenden Rechtsetzung unter Mark Aurel. Gegen die Interessen der Sklavenherren kam es in der Regel nicht zur Freilassung von Sklaven. Flohen diese, wurden sie wie Gesetzesbrecher verfolgt. Nur wo allein die kaiserliche Kasse betroffen war, im eigenen Verfügungsbereich also, wurde eine großzügigere Freilassungspraxis entwickelt. Finkenauer verweist zudem auf das mit den besten Juristen der Zeit besetzte consilium principis; es beriet „in offenbar diskursfreudiger Atmosphäre“ und hatte Mark Aurels Wertschätzung, sodass viele Entscheidungen auch ohne dessen Mitwirkung vielleicht kaum anders ausgefallen wären. Resümierend heißt es: „So selten in den Abhandlungen der klassischen römischen Juristen philosophisches Gedankengut aufscheint, so selten ist es auch Entscheidungsgrundlage oder auch nur Motivation in den kaiserlichen Konstitutionen. Wahrscheinlich wäre es damit auch überfordert.“ Auch Christopher Gill sieht Mark Aurels Reskripte zur Sklavenfrage zwar auf eine „humane“ Behandlung dieser Unfreien gerichtet, nicht aber auf eine radikal neue, philosophisch konzipierte Änderung des Umgangs mit ihnen. Speziell unter dem Druck der Markomannenkriege sei es ihm vermutlich als der beste Weg erschienen, sein stoisches Lebensprojekt zu verfolgen, indem er seine Herrscherfunktion auf wirksame und humane Weise ausübte.
Auf eine zweifache und nur scheinbar widersprüchliche Sicht Mark Aurels auf die Vereinbarkeit seines Anspruchs mit seiner Rolle als Herrscher im Krieg richtet Jean-Baptiste Gourinat sein Augenmerk anhand der Selbstbetrachtungen. Eingangs von Buch VIII heißt es:
„Auch das bewahrt dich vor eitler Ruhmbegierde, daß du nicht dein ganzes Leben, zumal nicht von Jugend auf, hast hinbringen können, wie es einem Philosophen geziemt, sondern vielen anderen, wie dir selbst, als ein Mensch erschienen bist, der weit von der Philosophie entfernt ist. Ein Makel also hängt dir an, und es ist dir mithin nicht mehr leicht, den Ruhm eines Philosophen zu gewinnen. Aber auch deine Lebensstellung ist dir dabei hinderlich.“
Rang und Ruhm eines Philosophen kann Mark Aurel nach eigener Einschätzung demnach nicht beanspruchen – auch weil ihm sein Lebensalltag dabei im Wege steht. An anderer Stelle aber findet sich diese Betrachtung:
„Wie deutlich drängt es sich auf, daß keine andere Grundlage des Lebens zum Philosophieren so günstig ist wie die, in der du dich jetzt befindest.“

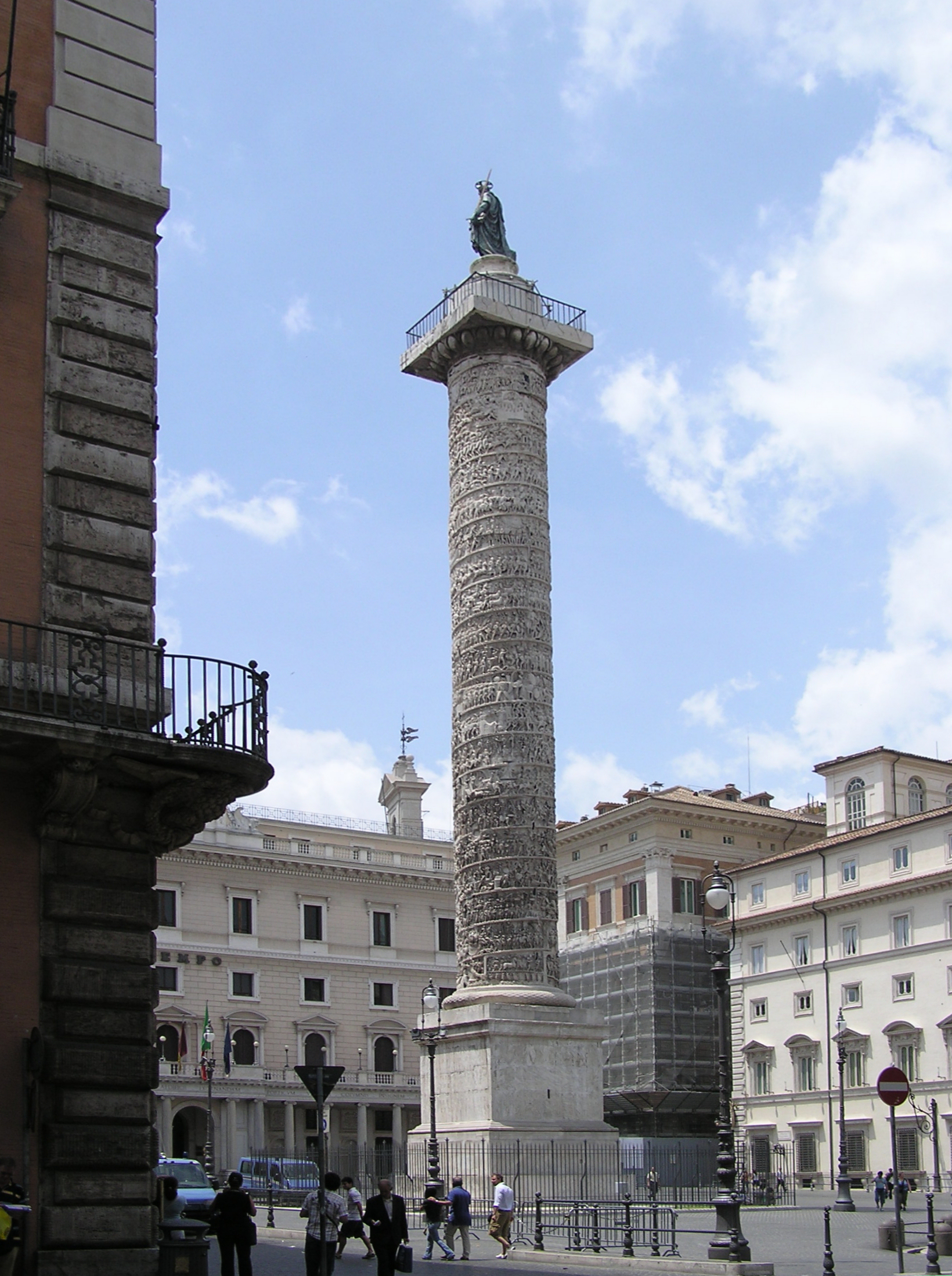
Die Säule des Mark Aurel im Stadtbild von Rom, Piazza Colonna

Für Gourinat resultiert aus der Zusammenführung beider Blickwinkel, dass Mark Aurel sein Dasein in politischer Verantwortung einerseits zwar die Reputation des Philosophen kostet, dass es ihm andererseits aber eine politische Praxis vorgibt, die ihn gar nicht erst in Versuchung führt, Abhandlungen zu verfassen oder seine Zeit mit praxisfernen theoretischen Spekulationen zu verbringen.
Für Marcel van Ackeren und Jan Opsomer lässt sich Mark Aurel durch eine rein historische Perspektive nur unzureichend erfassen. Er sei wie kaum eine andere Figur der Antike für eine Vielzahl von Disziplinen interessant, darunter Archäologie, Philosophie, Philologie, Numismatik, Politikwissenschaft und Rechtsgeschichte. Die Selbstbetrachtungen, die Mark-Aurel-Säule, sein Reiterstandbild, die ungemein vielfältigen Münzprägungen sowie anhaltende archäologische Funde erforderten und ermöglichten interdisziplinäre Forschung mit dem Ziel, durch komparatistische Methodik ein möglichst facettenreiches Verständnis von Mark Aurel und seiner Wirkung zu erarbeiten und zu vermitteln. In diese Richtung scheint auch die Mark-Aurel-Darstellung des Althistorikers Alexander Demandt zu zielen, der es auf einen „erneuten Versuch“ anlegt, „die literarischen und epigraphischen, die numismatischen und archäologischen Zeugnisse vom Kriegsgeschehen so in eine Chronik einzuordnen, daß sie einander nicht im Wege stehen und die geostrategische Ereignisfolge nachvollziehbar machen.“
Mark Aurels eigene Sicht zur Frage des Nachruhms ist in den Selbstbetrachtungen enthalten:
„Einst gebräuchliche Worte sind jetzt unverständliche Ausdrücke. So geht es auch mit den Namen ehemals hochgepriesener Männer, wie Camillus, Kaeso, Volesus, Leonnatus, und in kurzer Zeit wird das auch mit einem Scipio und Cato, nachher mit Augustus und dann mit Hadrian und Antoninus der Fall sein. Alles vergeht und wird bald zum Märchen und sinkt rasch in völlige Vergessenheit…“
Der Asteroid des Hauptgürtels (7447) Marcusaurelius trägt seinen Namen.
Von Juni bis November 2025 zeigen die beiden Trierer Museen (Rheinisches Landesmuseum Trier und Simeonstift) eine große Landesausstellung zum Leben und Wirken Marc Aurels.